# Comuna Bahnea, Mureș
Bahnea (în maghiară: Bonyha, în germană: Bachnen) este o comună în județul Mureș, Transilvania, România, formată din satele Bahnea (reședința), Bernadea, Cund, Daia, Gogan, Idiciu și Lepindea.

## Demografie
Componența etnică a comunei Bahnea
     Români (39,63%)
     Romi (32,54%)
     Maghiari (22,19%)
     Alte etnii (0,45%)
     Necunoscută (5,19%)
Componența confesională a comunei Bahnea
     Ortodocși (41,21%)
     Reformați (24,46%)
     Penticostali (23,7%)
     Baptiști (2,38%)
     Alte religii (2,81%)
     Necunoscută (5,44%)
Conform recensământului efectuat în 2021, populația comunei Bahnea se ridică la 3.528 de locuitori, în scădere față de recensământul anterior din 2011, când fuseseră înregistrați 3.739 de locuitori. Cei mai mulți locuitori sunt români (39,63%), cu minorități de romi (32,54%) și maghiari (22,19%), iar pentru 5,19% nu se cunoaște apartenența etnică. Din punct de vedere confesional, cei mai mulți locuitori sunt ortodocși (41,21%), cu minorități de reformați (24,46%), penticostali (23,7%) și baptiști (2,38%), iar pentru 5,44% nu se cunoaște apartenența confesională.

## Politică și administrație
Comuna Bahnea este administrată de un primar și un consiliu local compus din 13 consilieri. Primarul, Ioan Jors[*], de la Partidul Național Liberal, este în funcție din 2008. Începând cu alegerile locale din 2024, consiliul local are următoarea componență pe partide politice:
|  | Partid                                 | Consilieri | Componența Consiliului | Componența Consiliului | Componența Consiliului | Componența Consiliului | Componența Consiliului |
|  | -------------------------------------- | ---------- | ---------------------- | ---------------------- | ---------------------- | ---------------------- | ---------------------- |
|  | Partidul Național Liberal              | 5          |                        |                        |                        |                        |                        |
|  | Uniunea Democrată Maghiară din România | 3          |                        |                        |                        |                        |                        |
|  | Partida Romilor „Pro Europa”           | 2          |                        |                        |                        |                        |                        |
|  | Alianța pentru Unirea Românilor        | 1          |                        |                        |                        |                        |                        |
|  | Partidul Social Democrat               | 1          |                        |                        |                        |                        |                        |
|  | Partidul Mișcarea Populară             | 1          |                        |                        |                        |                        |                        |

## Monumente
- Biserica de lemn din Bernadea
- Biserica Sfinții Arhangheli din Lepindea
- Biserica reformată din satul Bahnea, construcție din 1301
- Biserica reformată din Gogan-Varolea
- Biserica luterană din satul Cund, construcțe din secolul al XIV-lea
- Biserica ortodoxă din satul Bahnea, construcție din anul 1876
- Biserica unită din satul Lepindea
- Monumentul Eroilor din Bahnea
- Castelul Bethlen din Bahnea

## Imagini

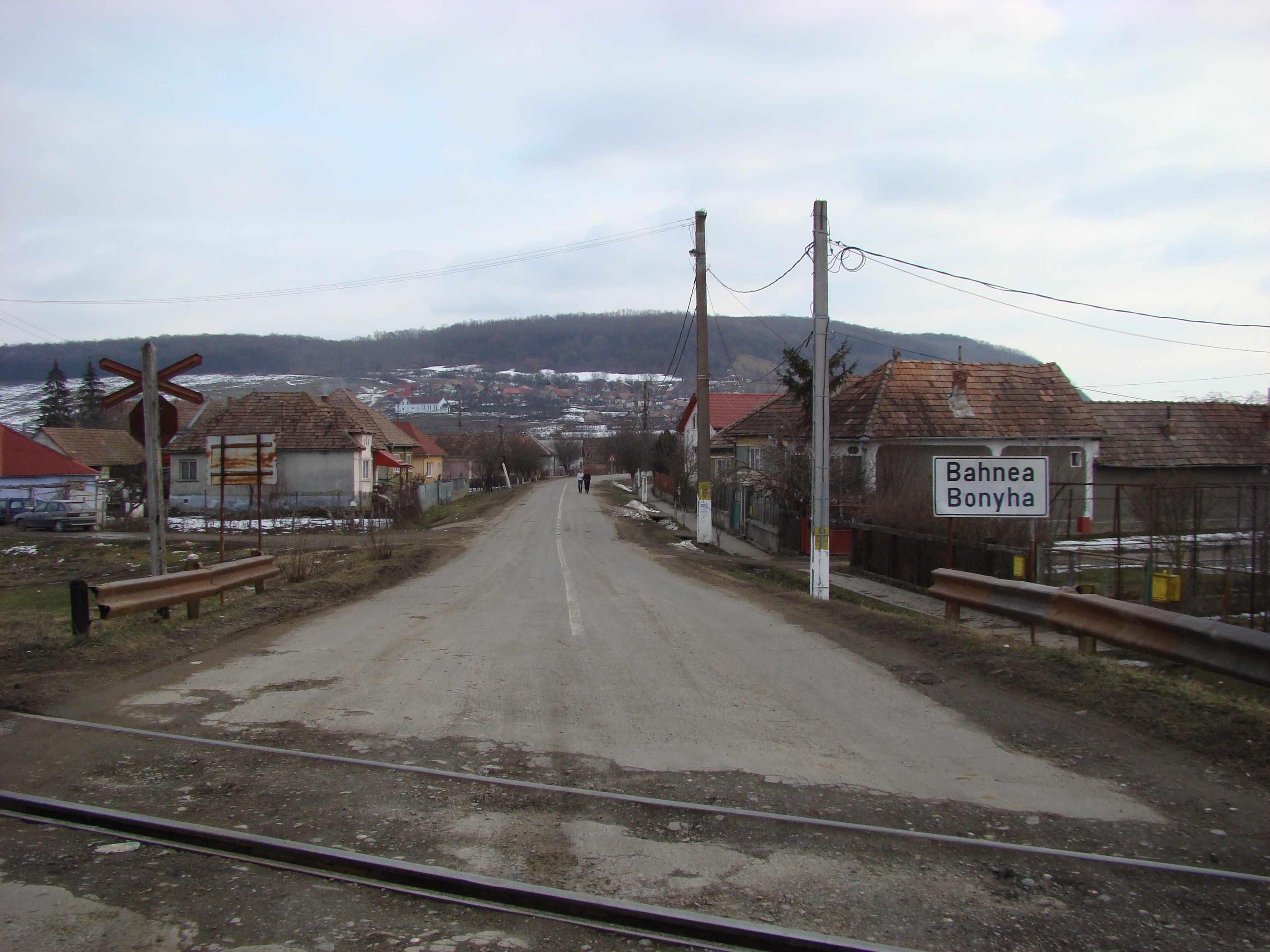
Bahnea
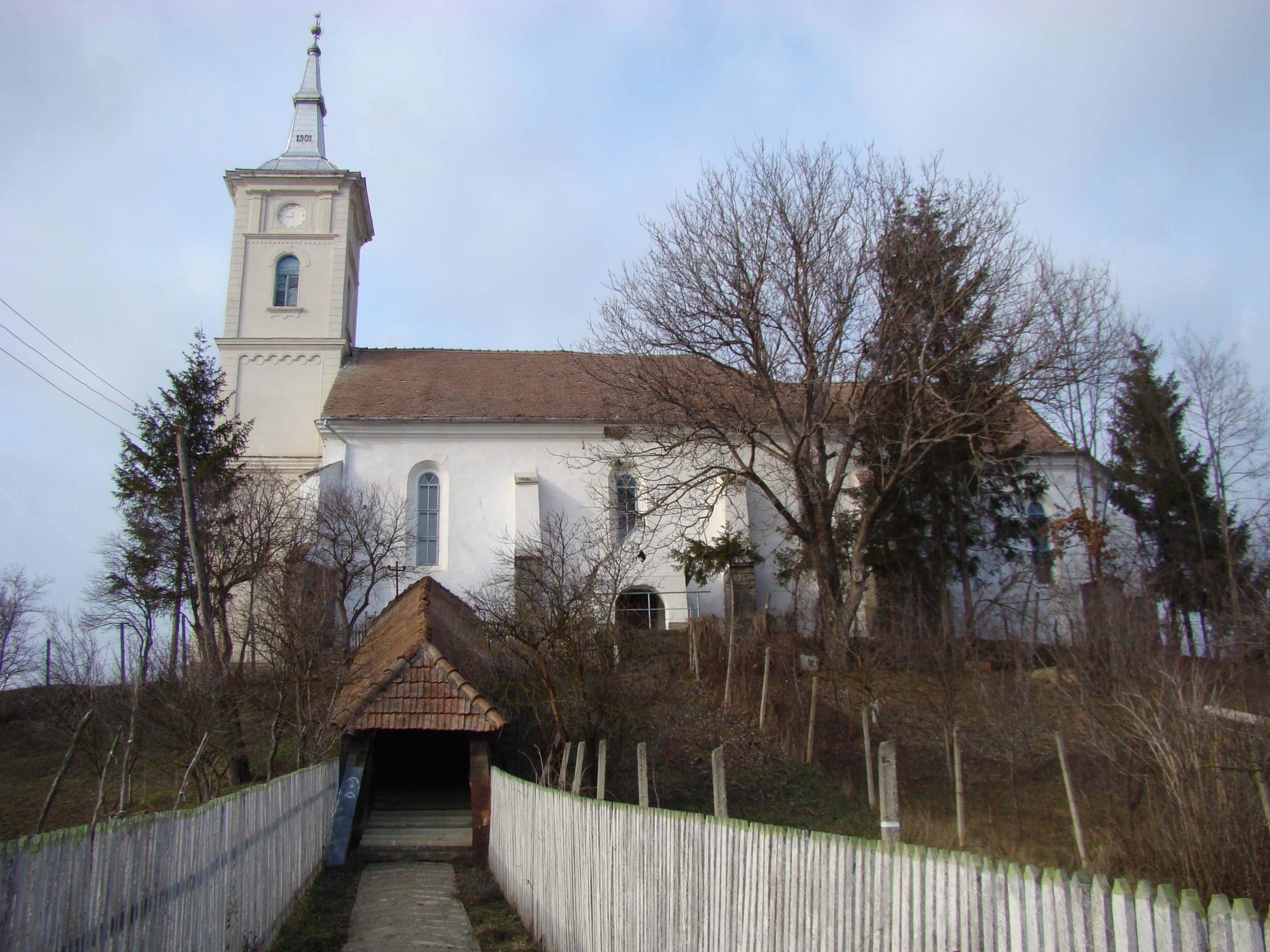
Biserica reformată din Bahnea (monument istoric)
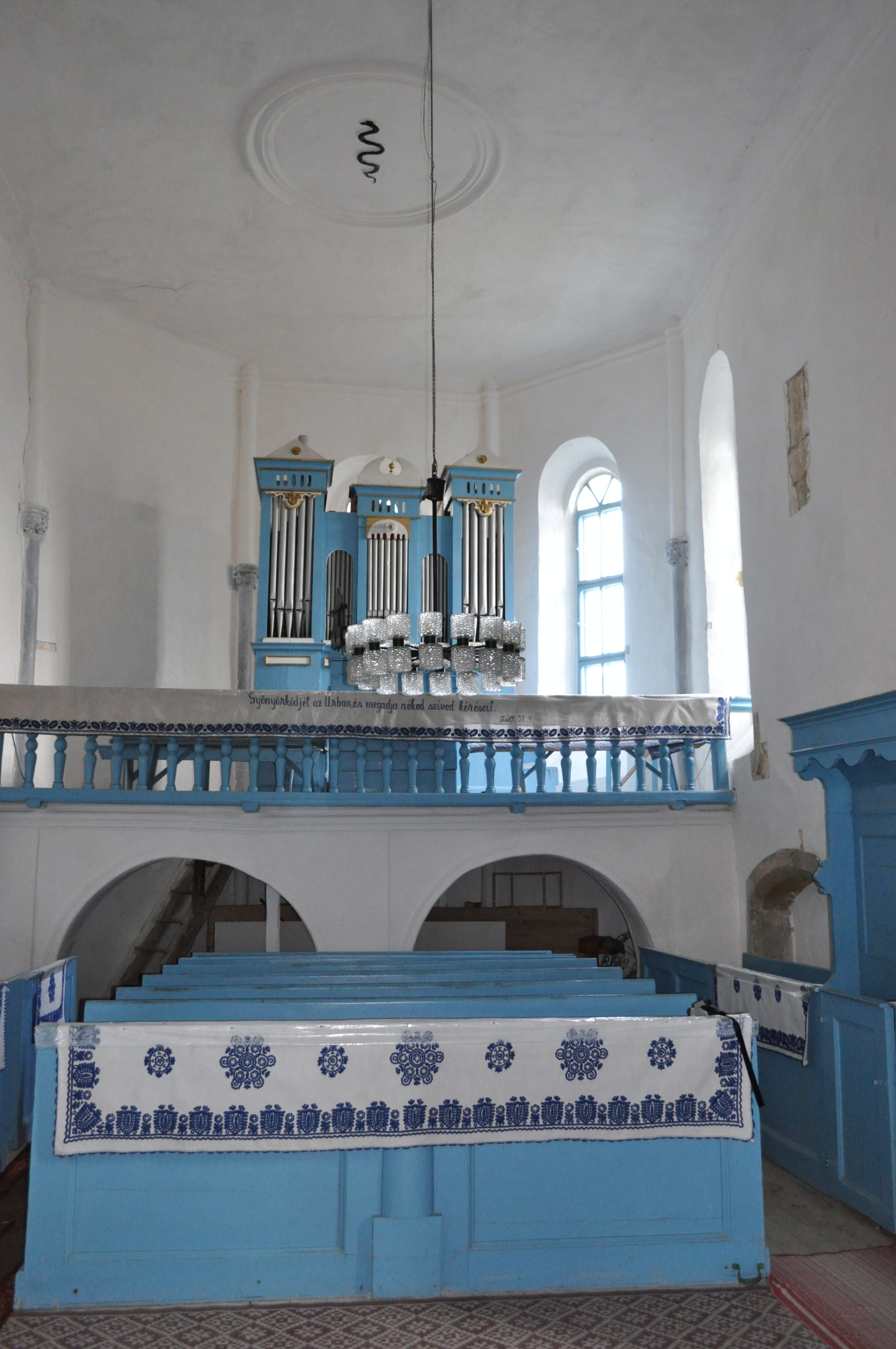
Biserica reformată din Bahnea (monument istoric)
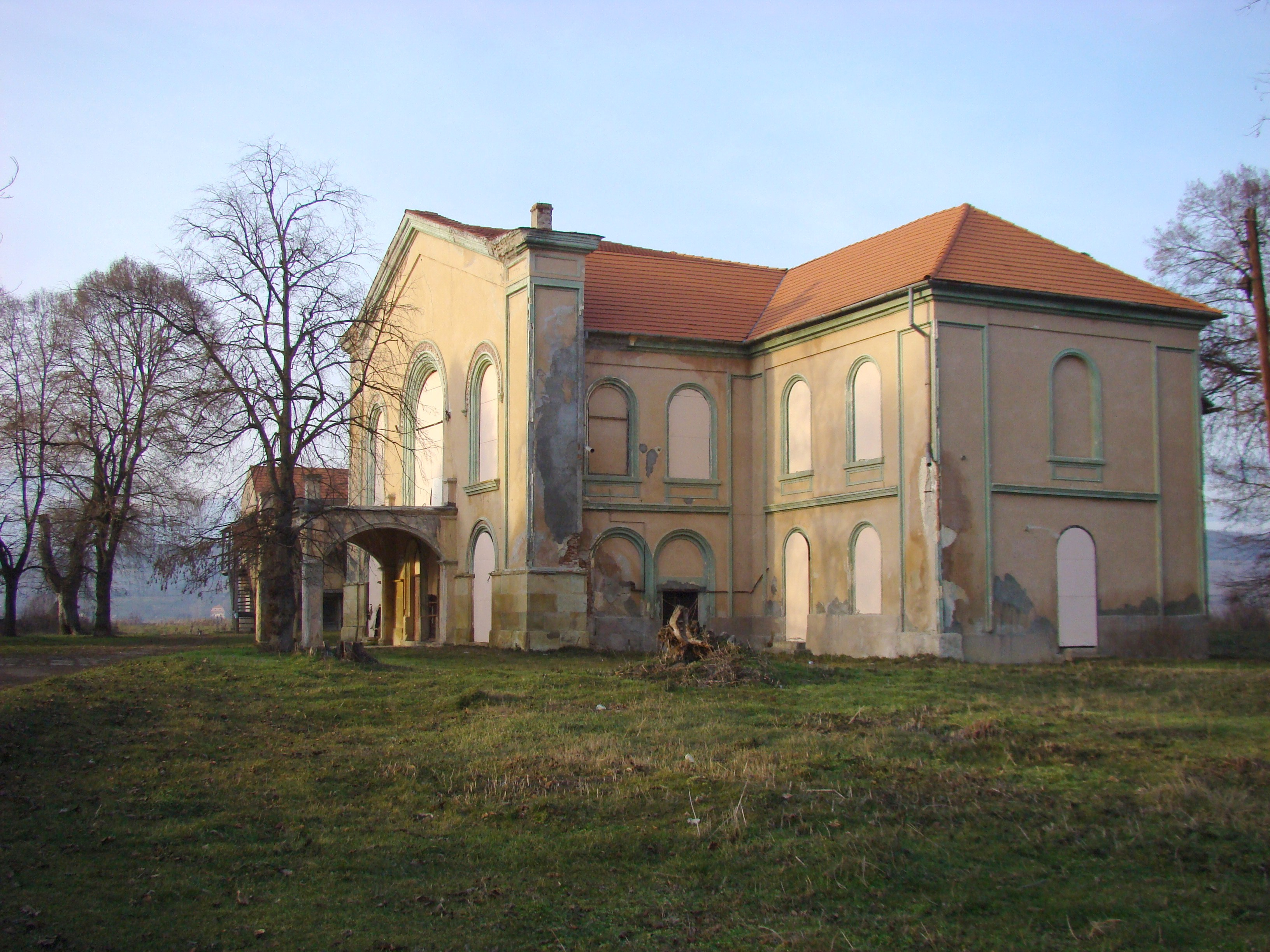
Castelul Bethlen din Bahnea (monument istoric)
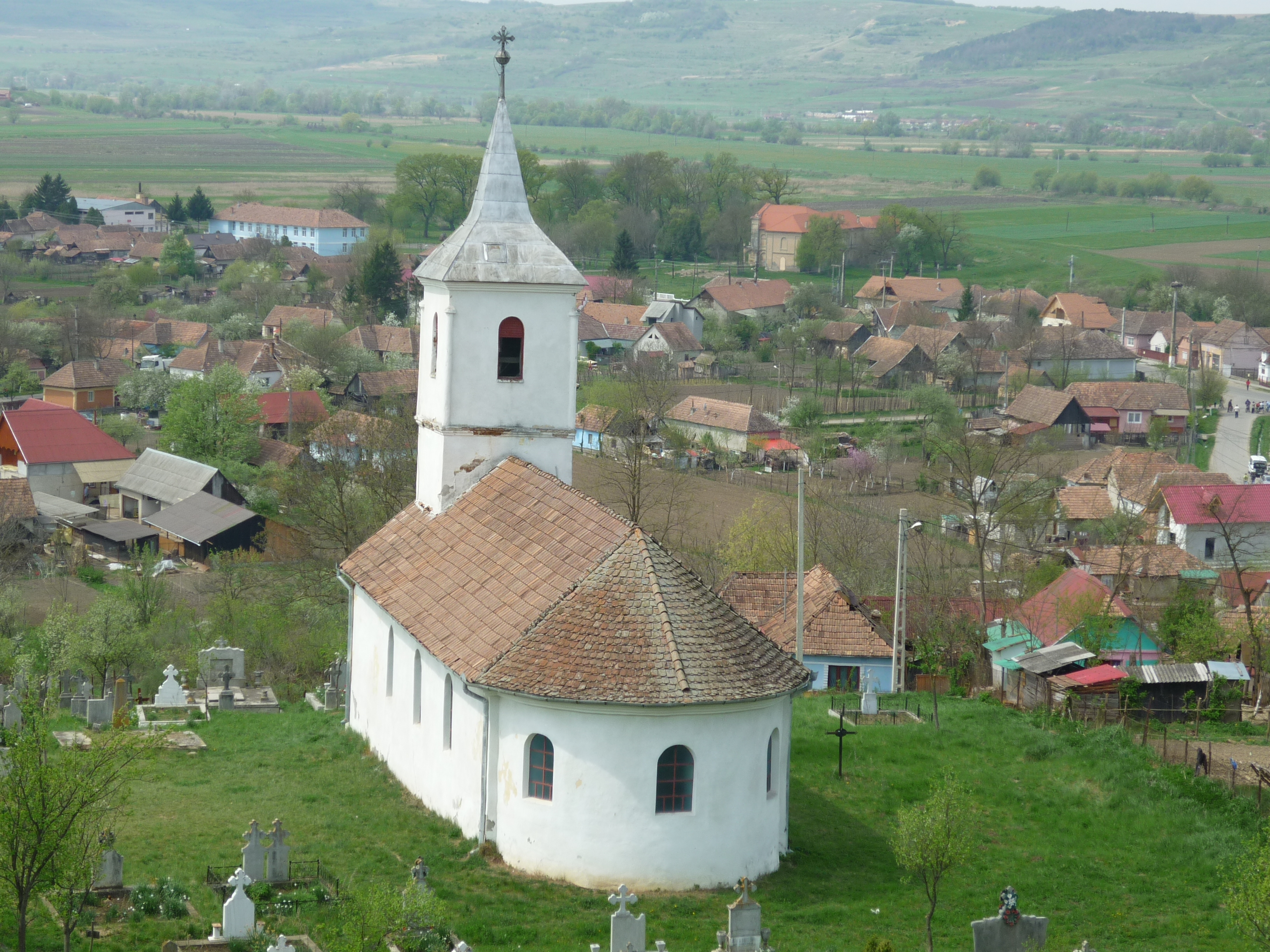
Biserica ortodoxă
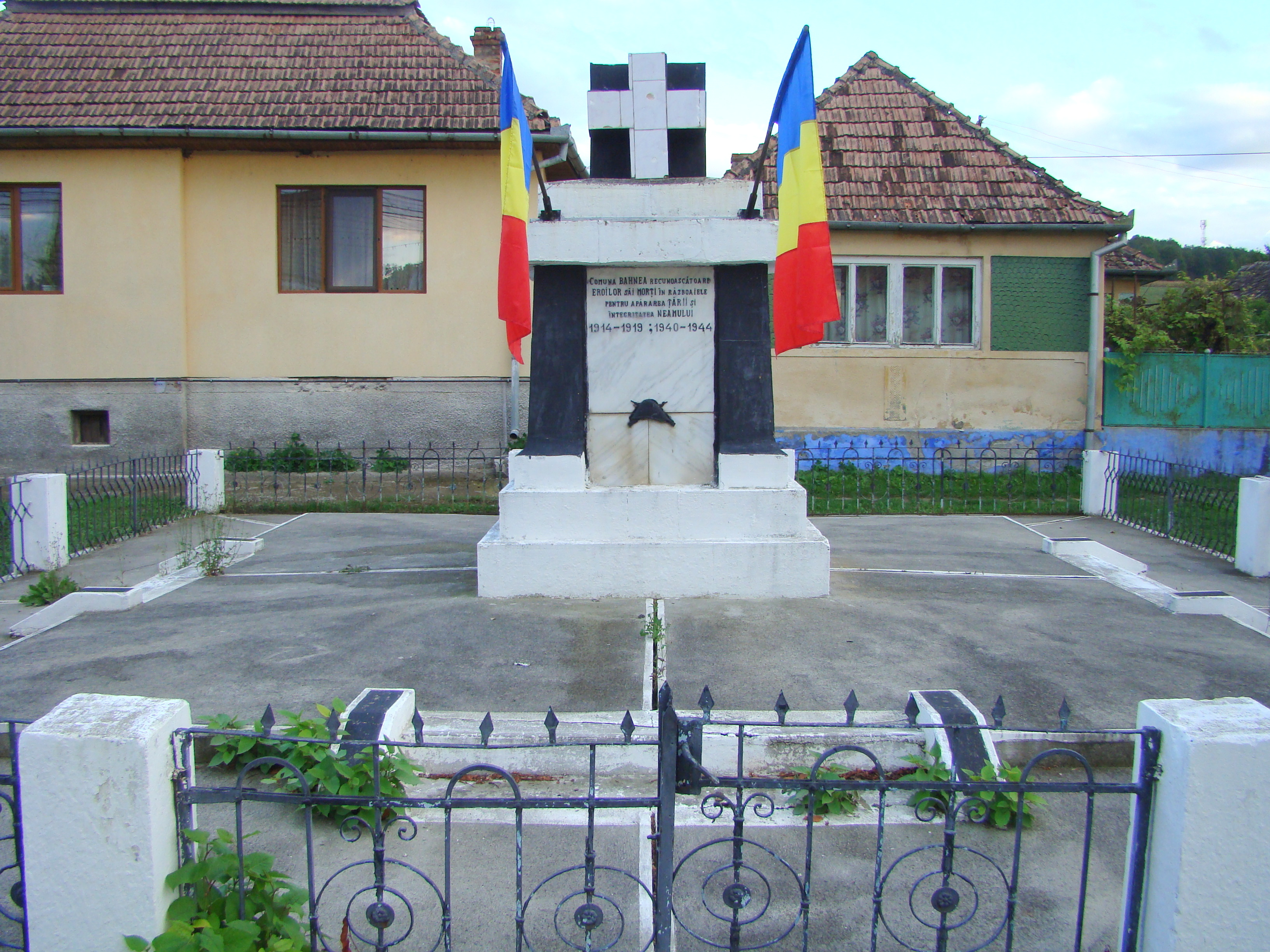
Monumentul eroilor din Bahnea
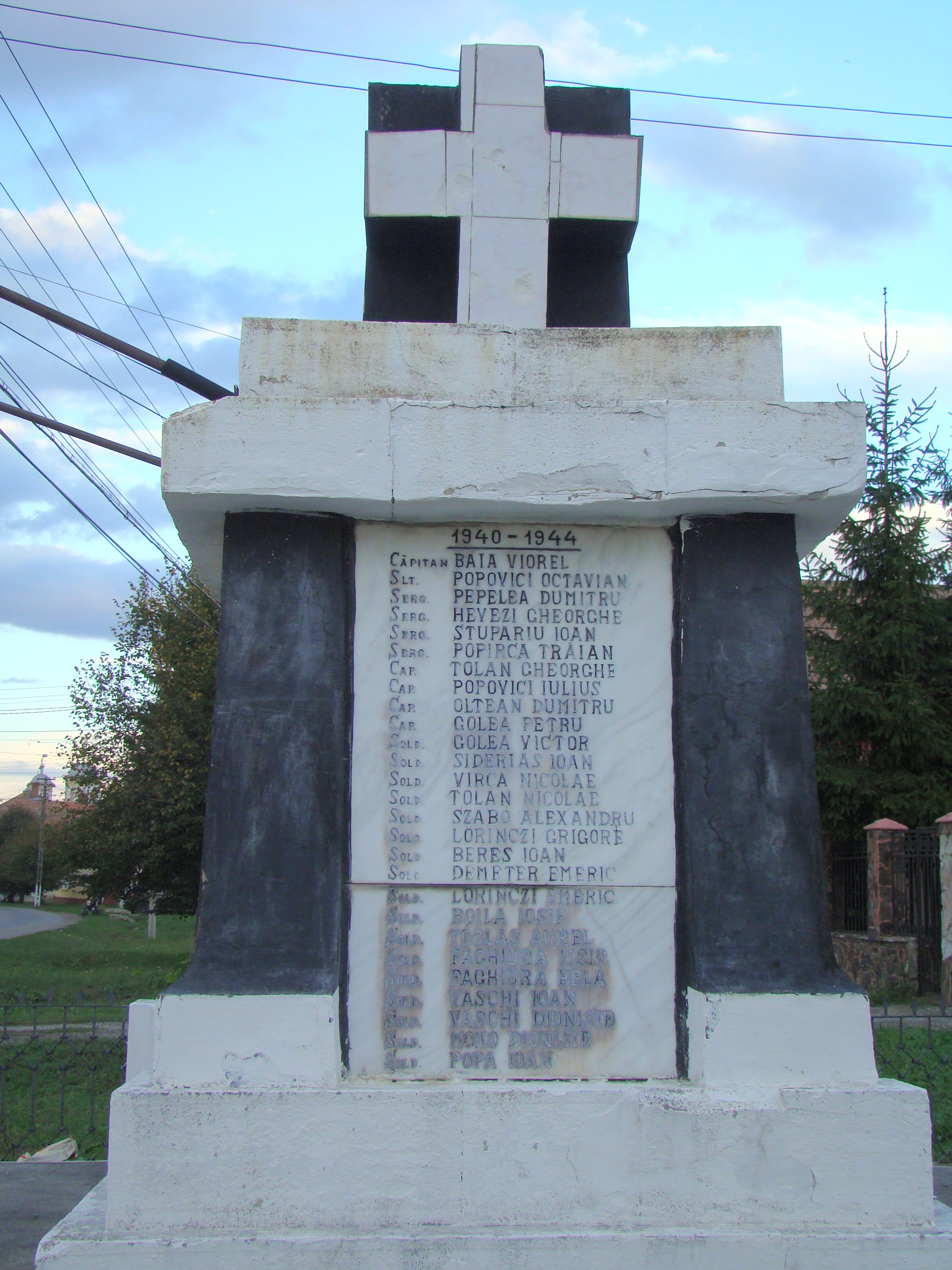
Monumentul eroilor din Bahnea
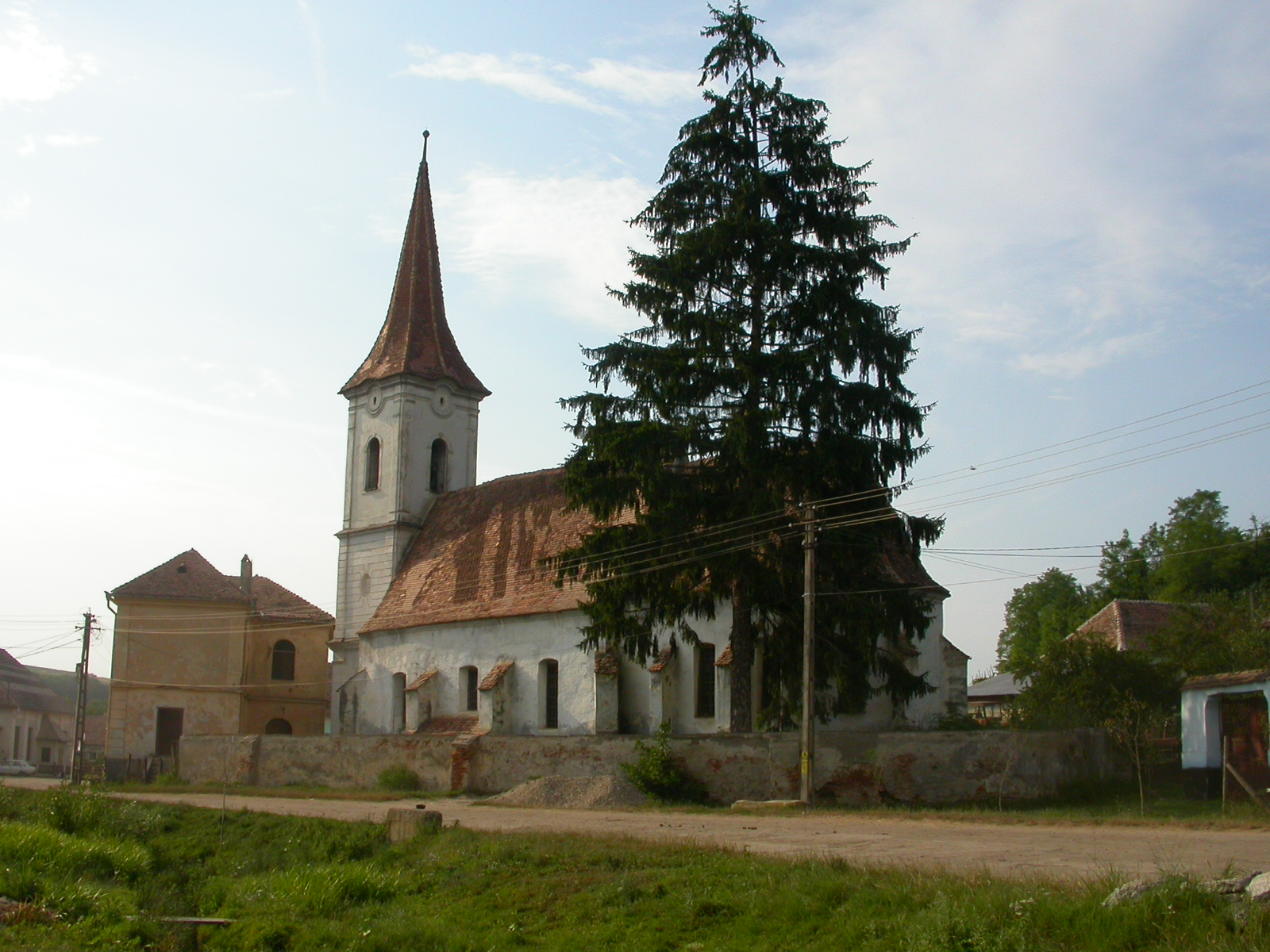
Biserica evanghelică din Cund (monument istoric)
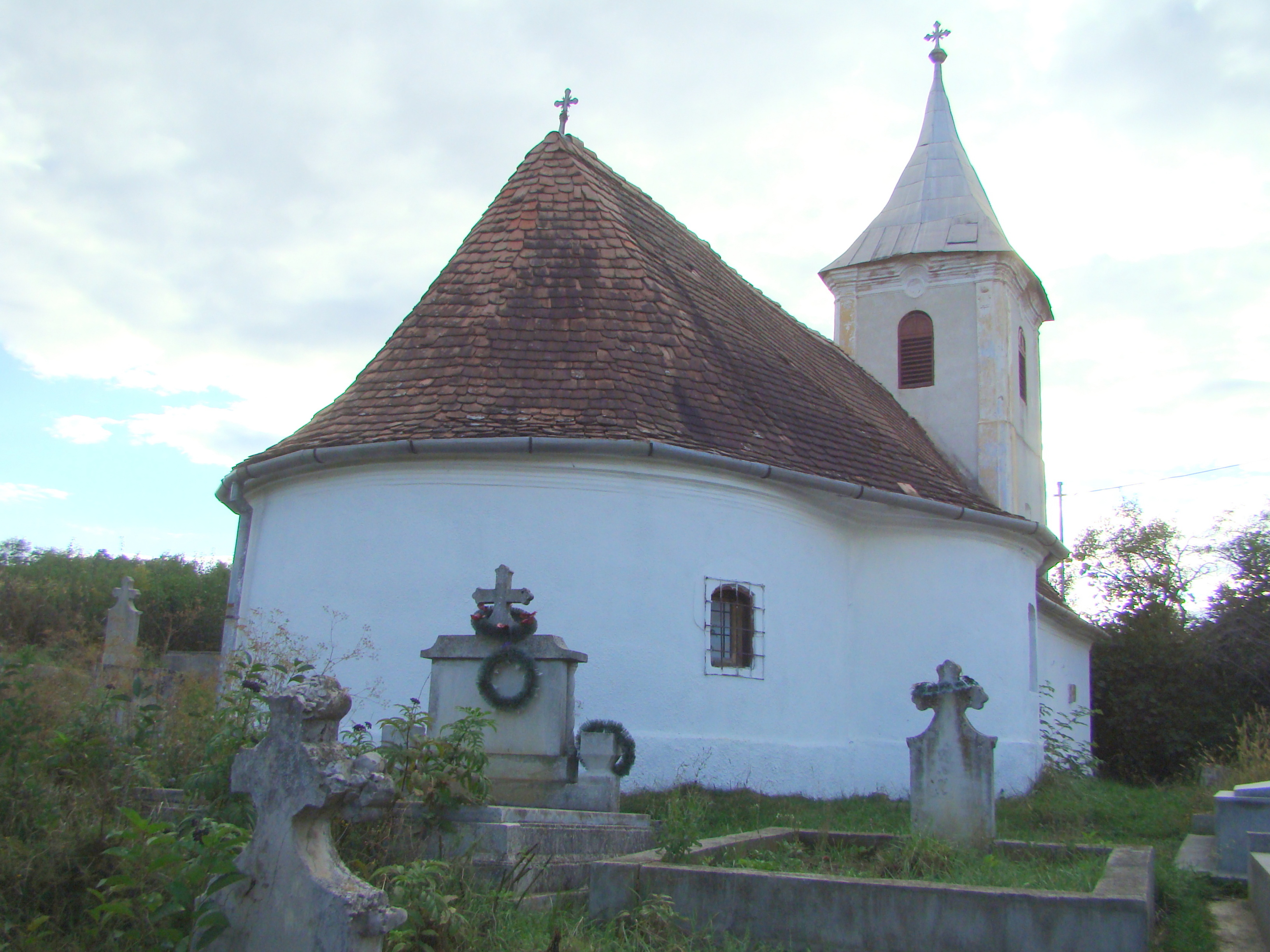
Biserica Sfinții Arhangheli din Lepindea (monument istoric)
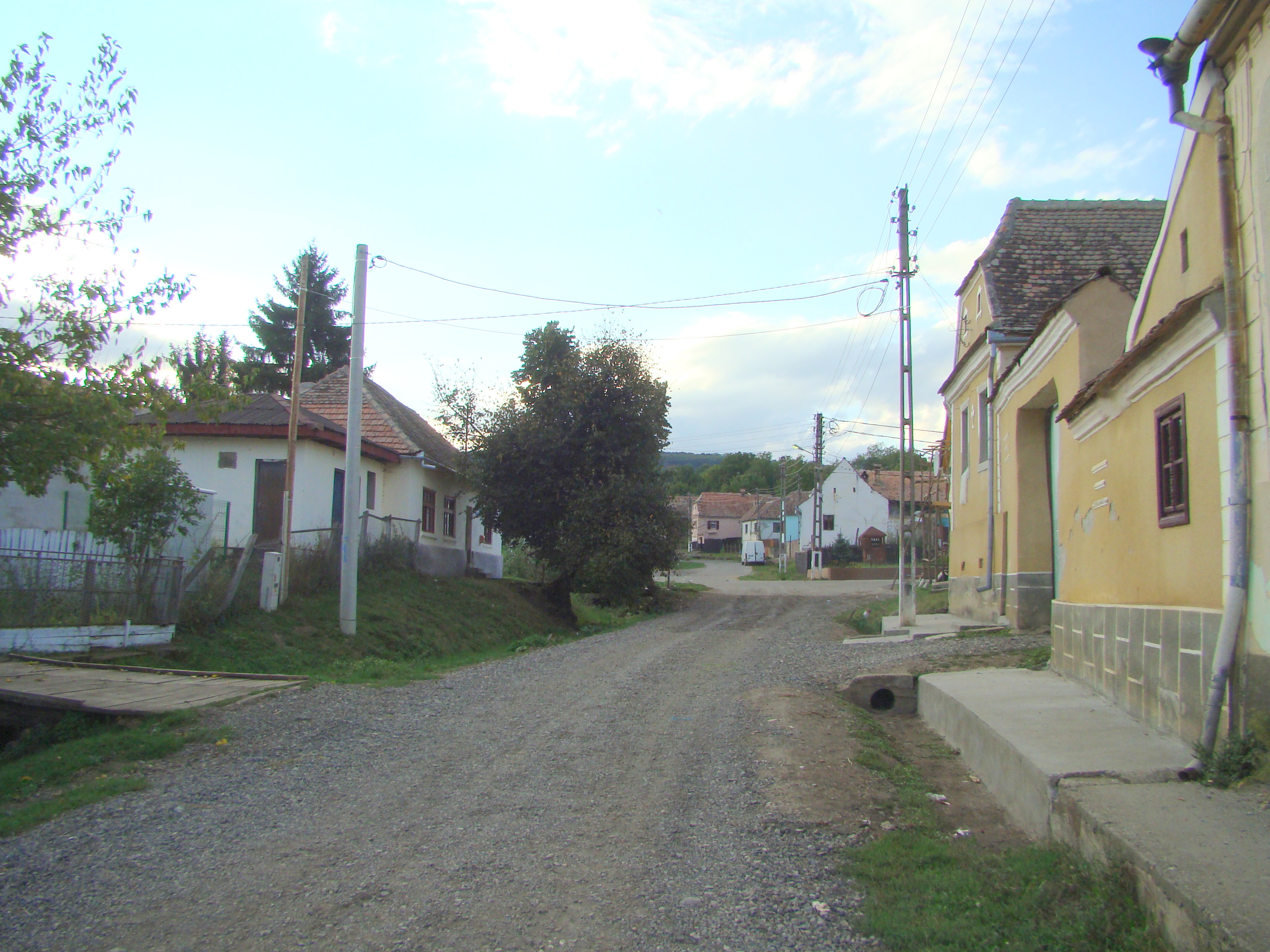
Idiciu
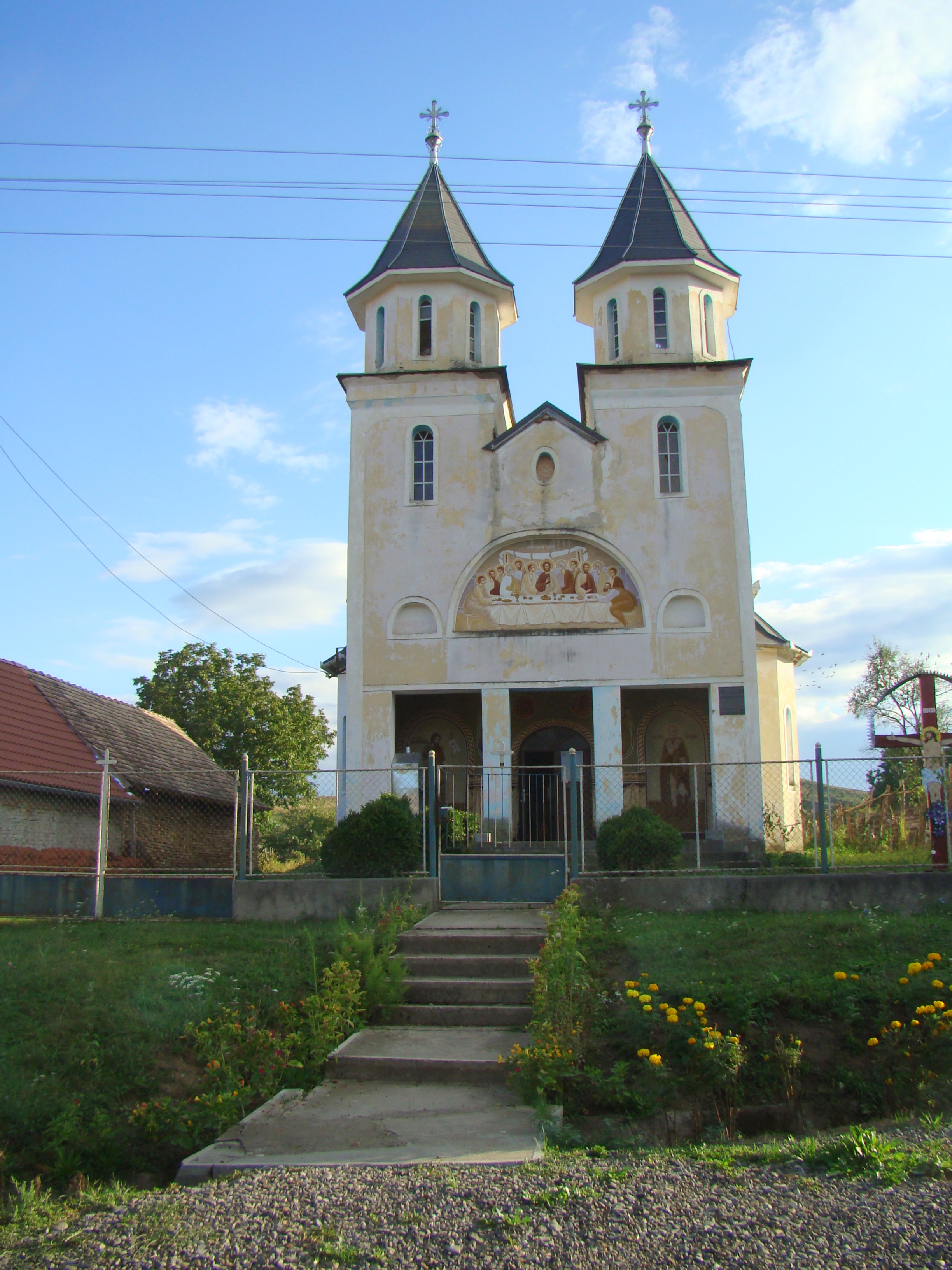
Biserica ortodoxă din Idiciu
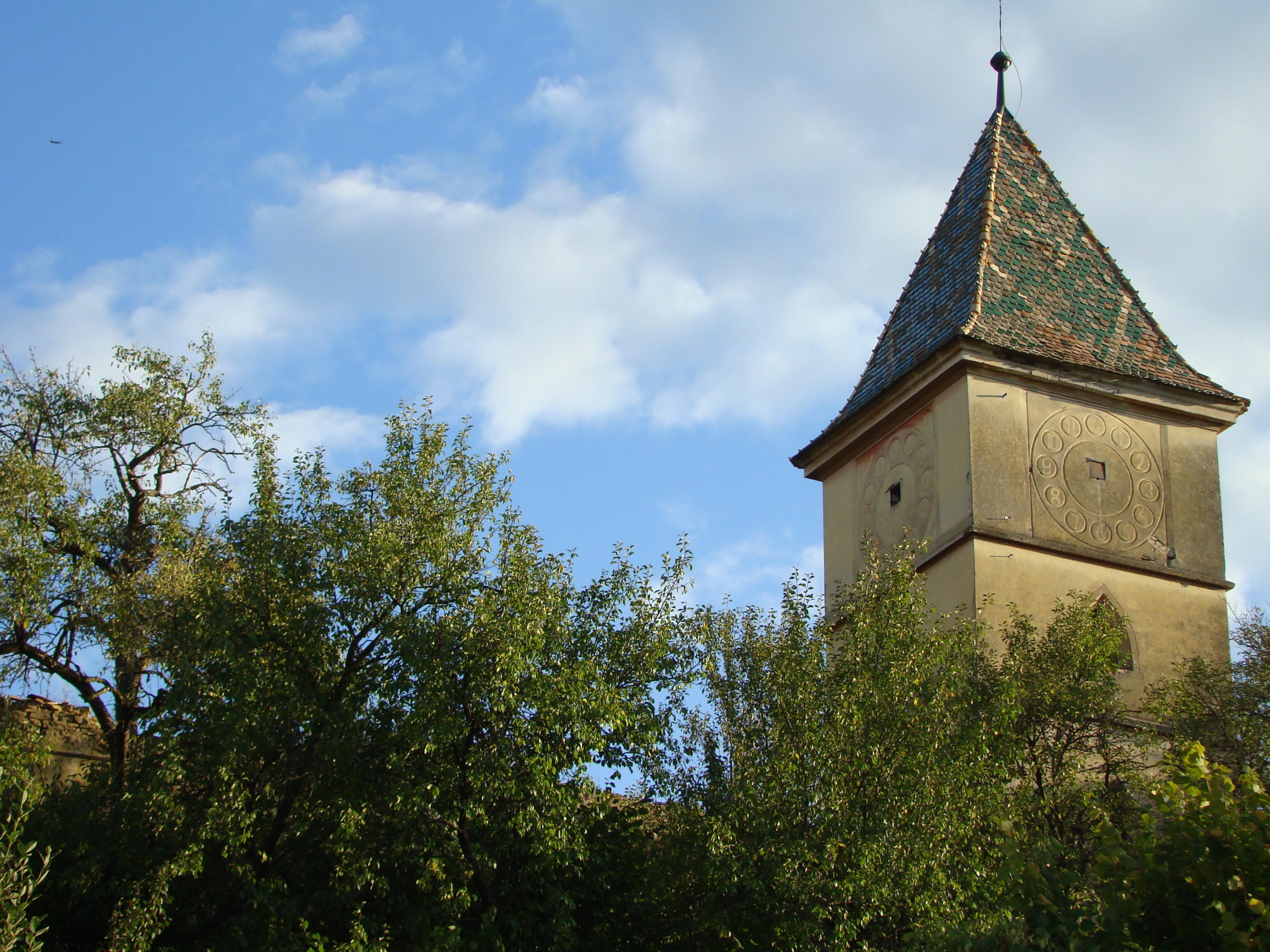
Biserica evanghelică din Idiciu
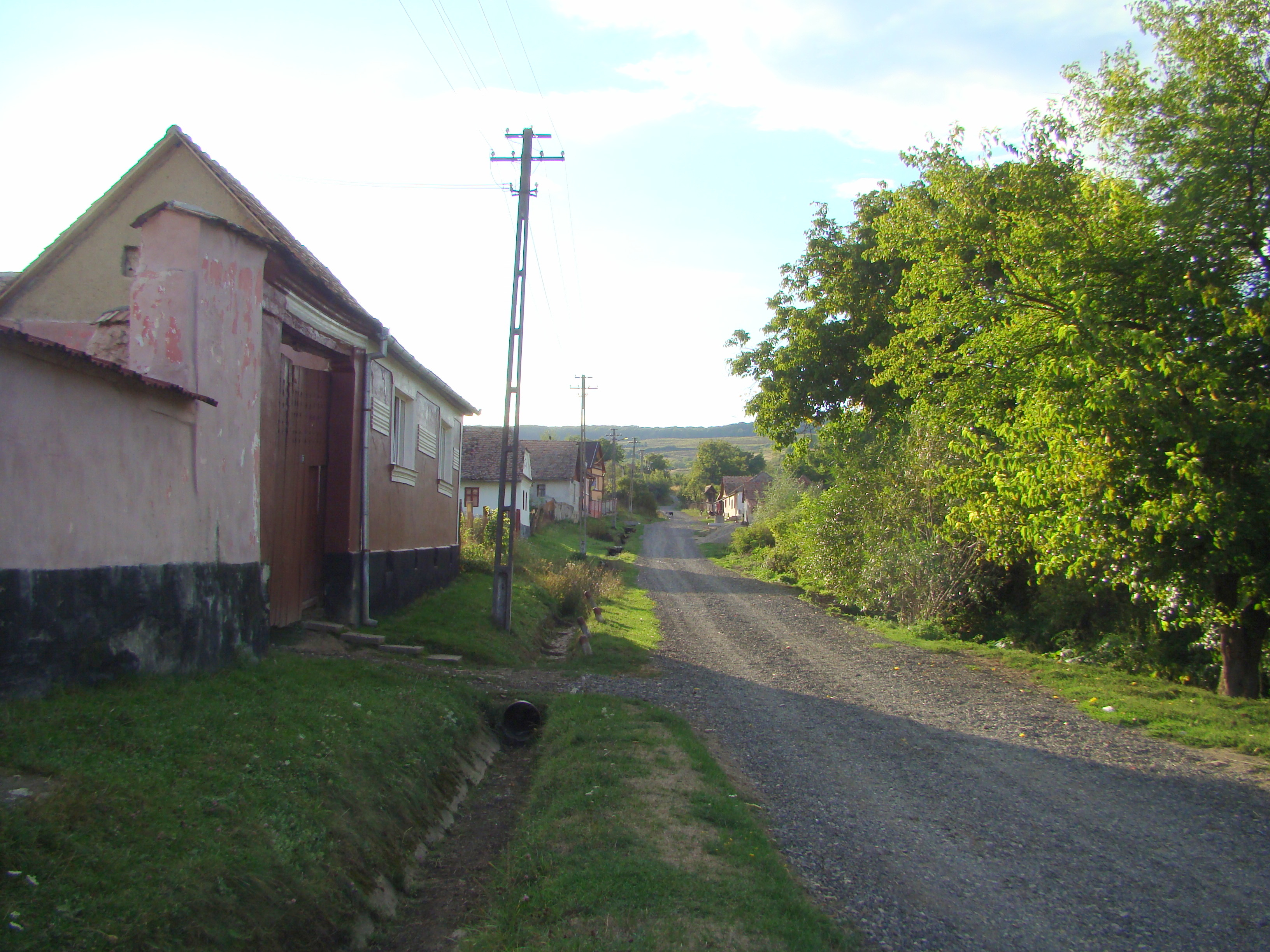
Idiciu
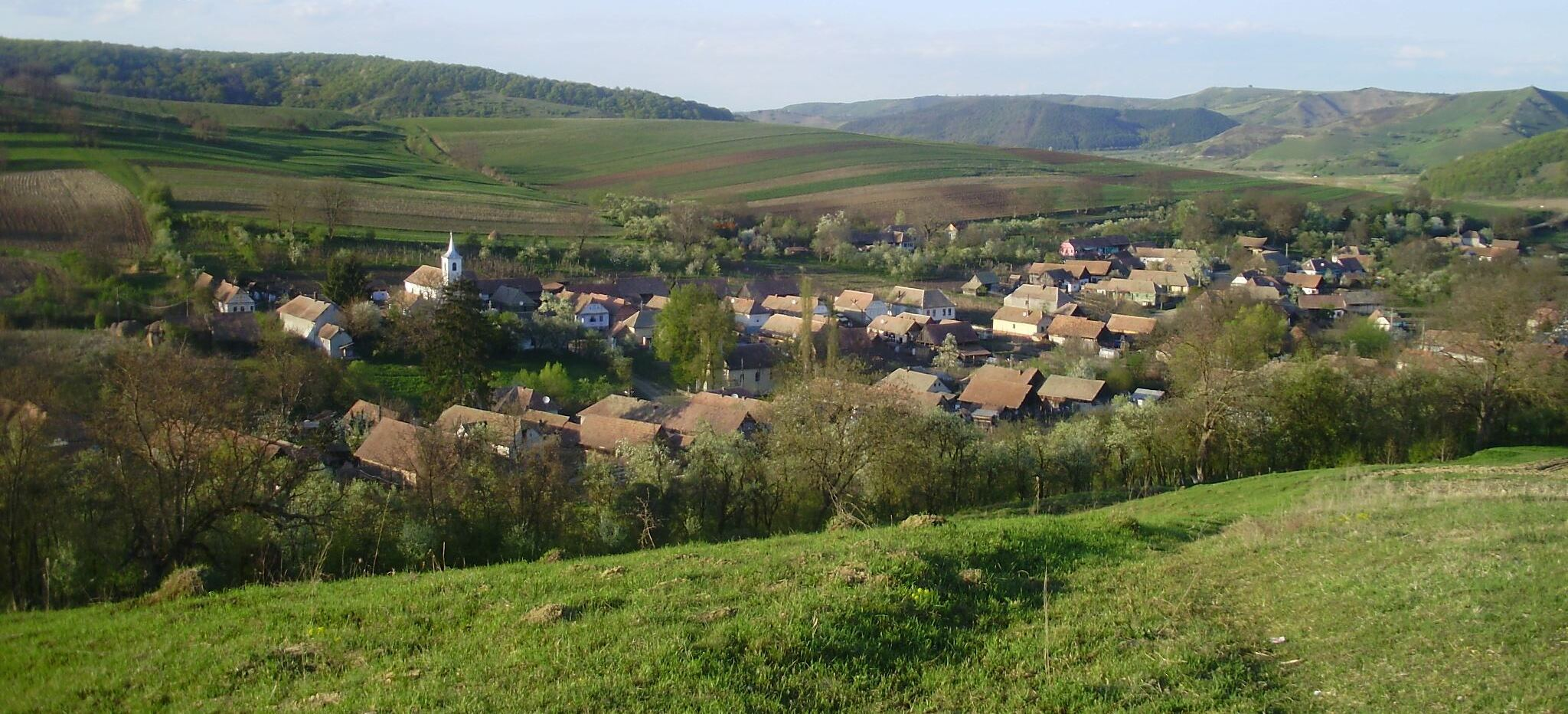
Daia
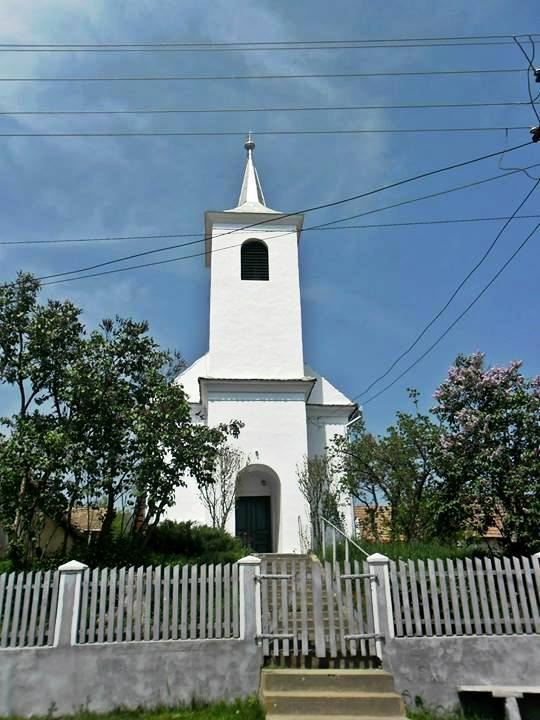
Biserica reformată din Daia
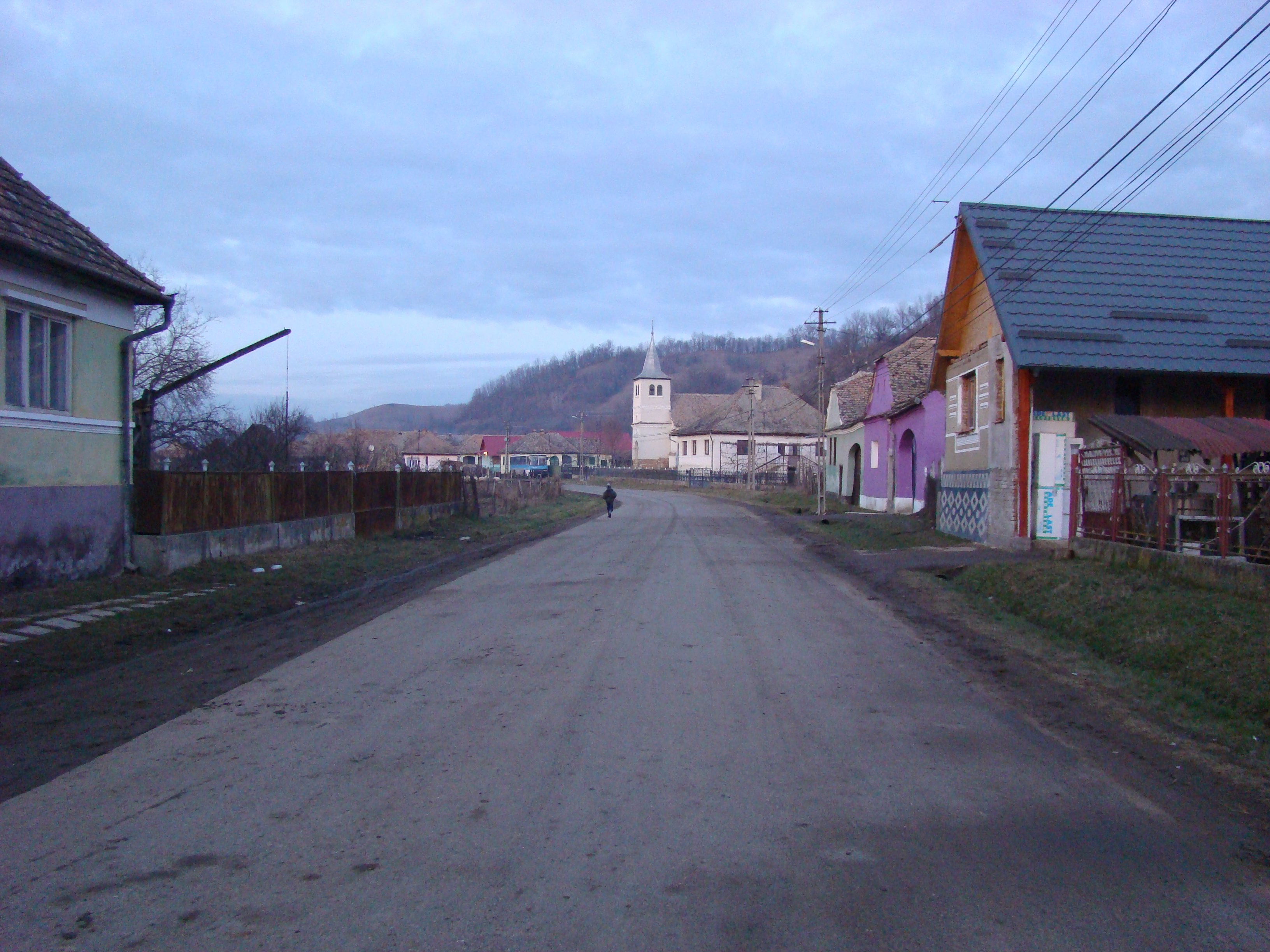
Gogan
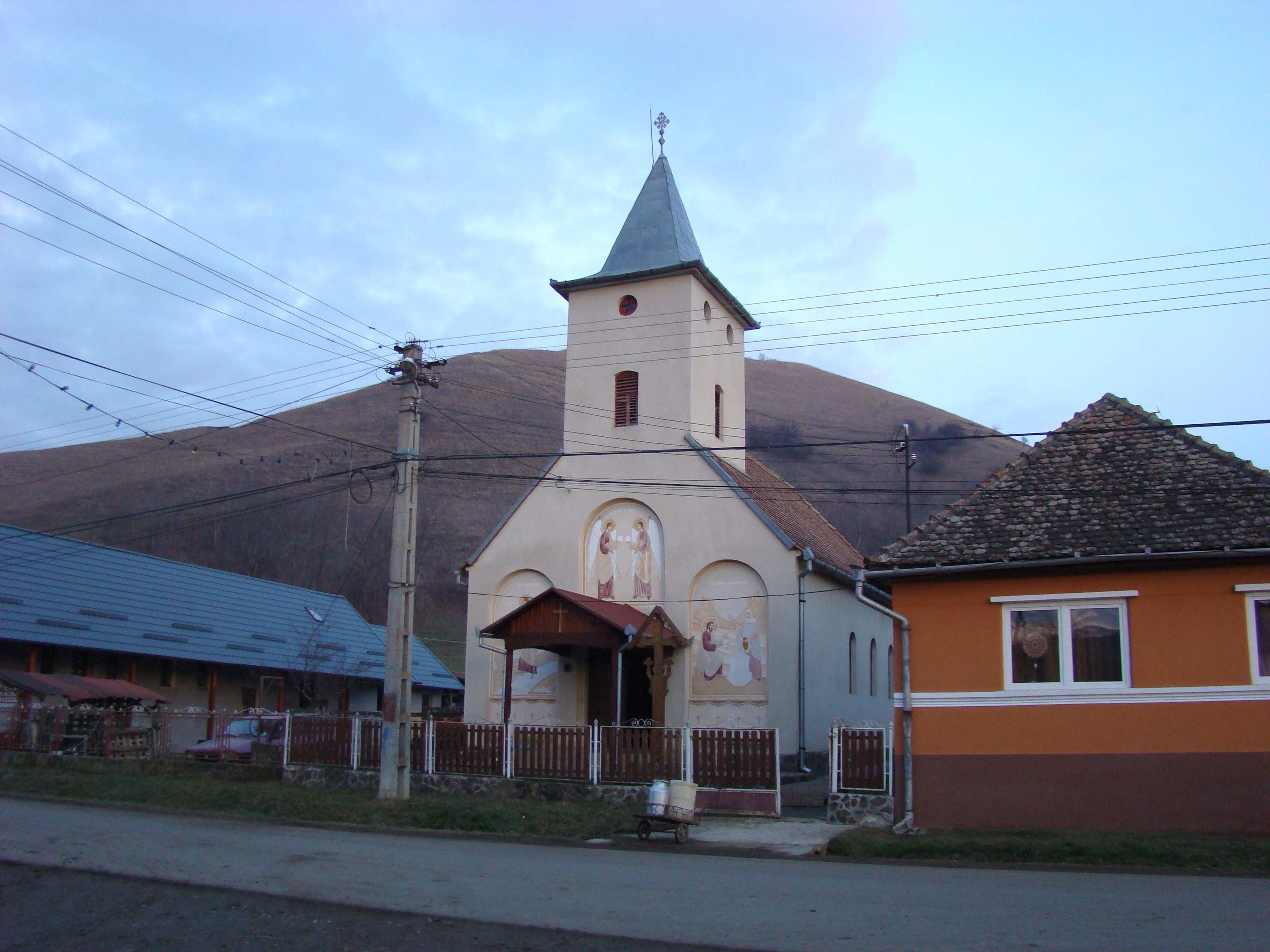
Biserica ortodoxă „Sfinții Arhangheli Mihail și Gavriil” din Gogan
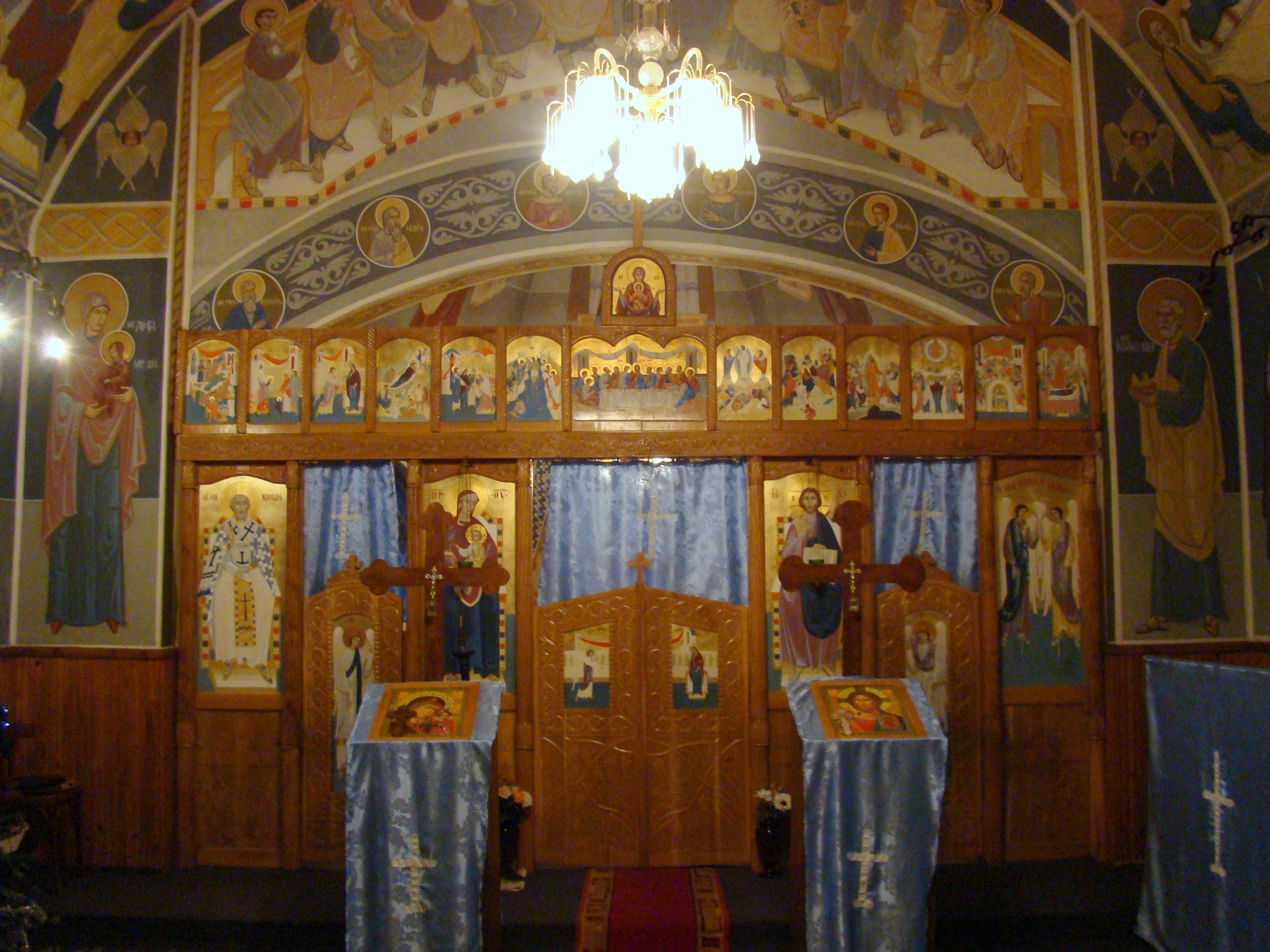
Biserica ortodoxă „Sfinții Arhangheli Mihail și Gavriil” din Gogan
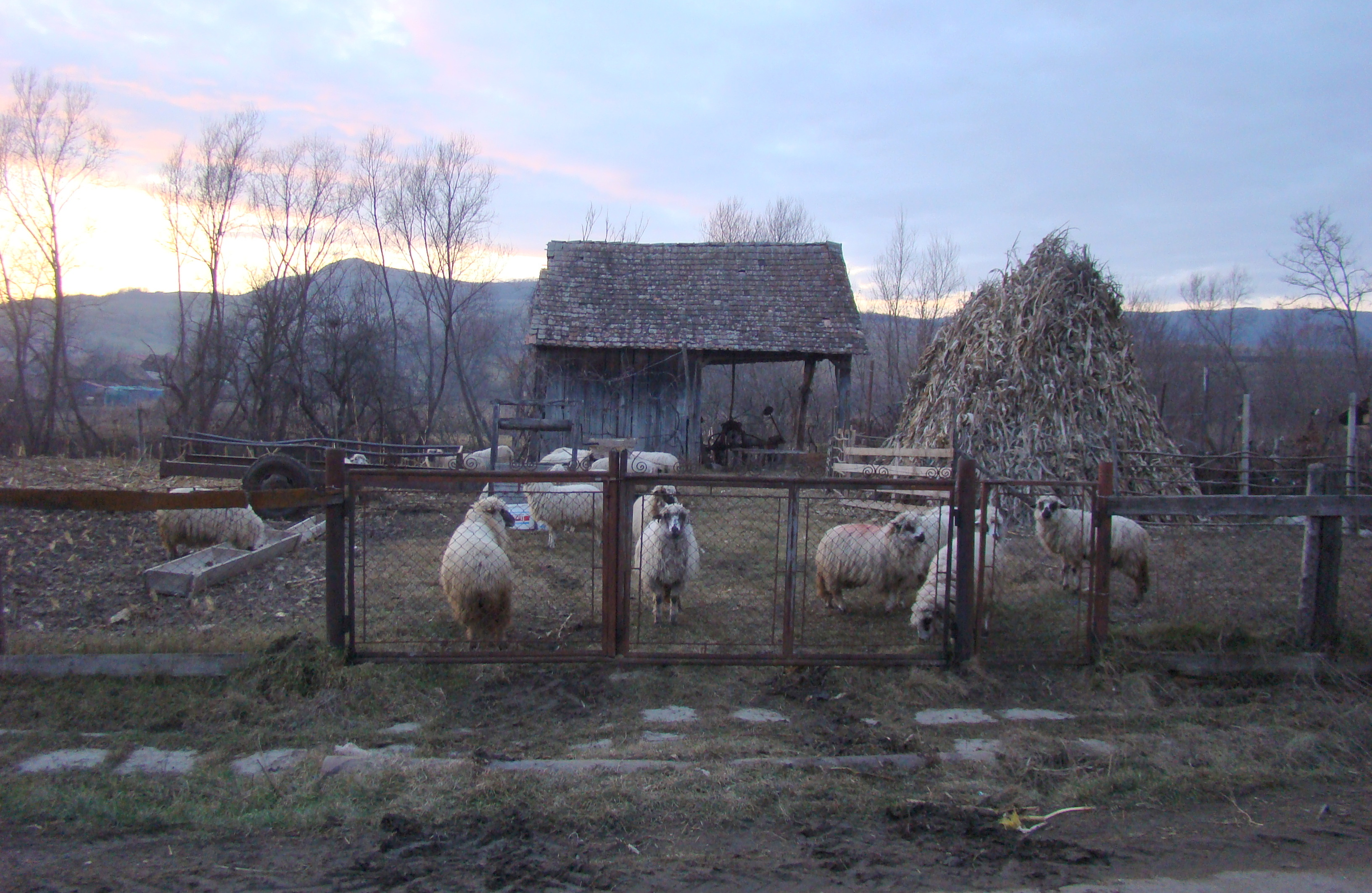
Gogan
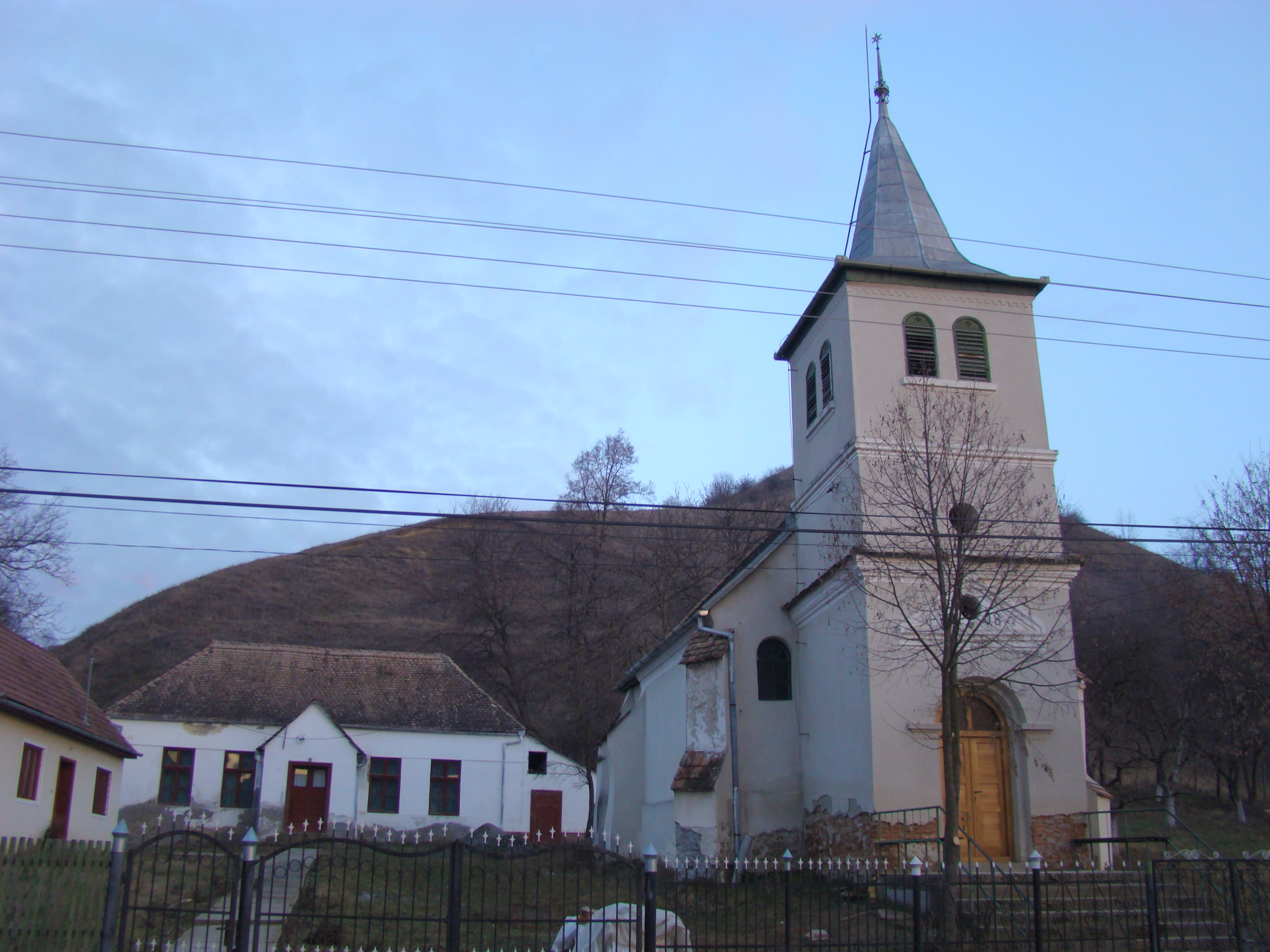
Biserica reformată din Gogan
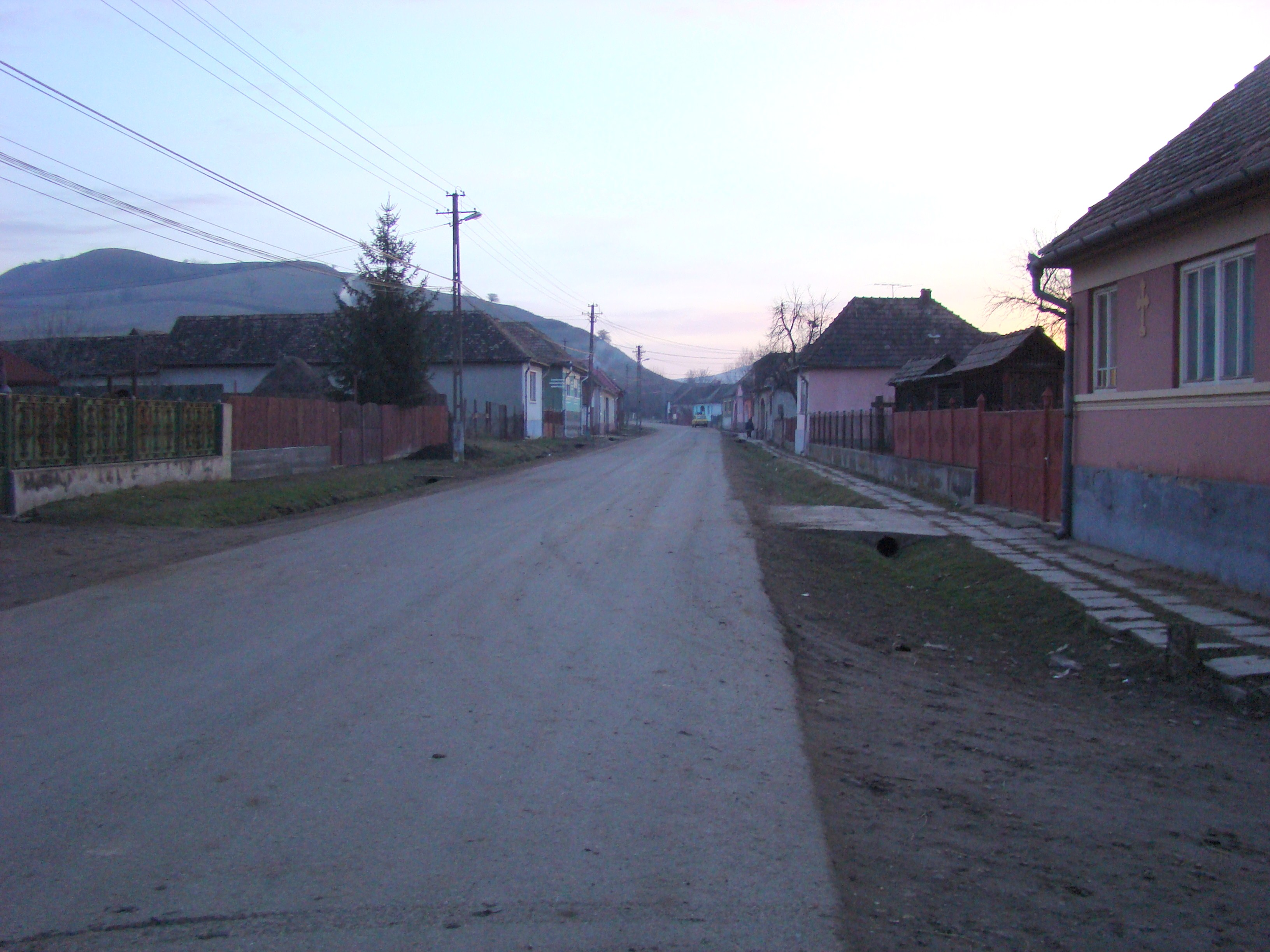
Gogan
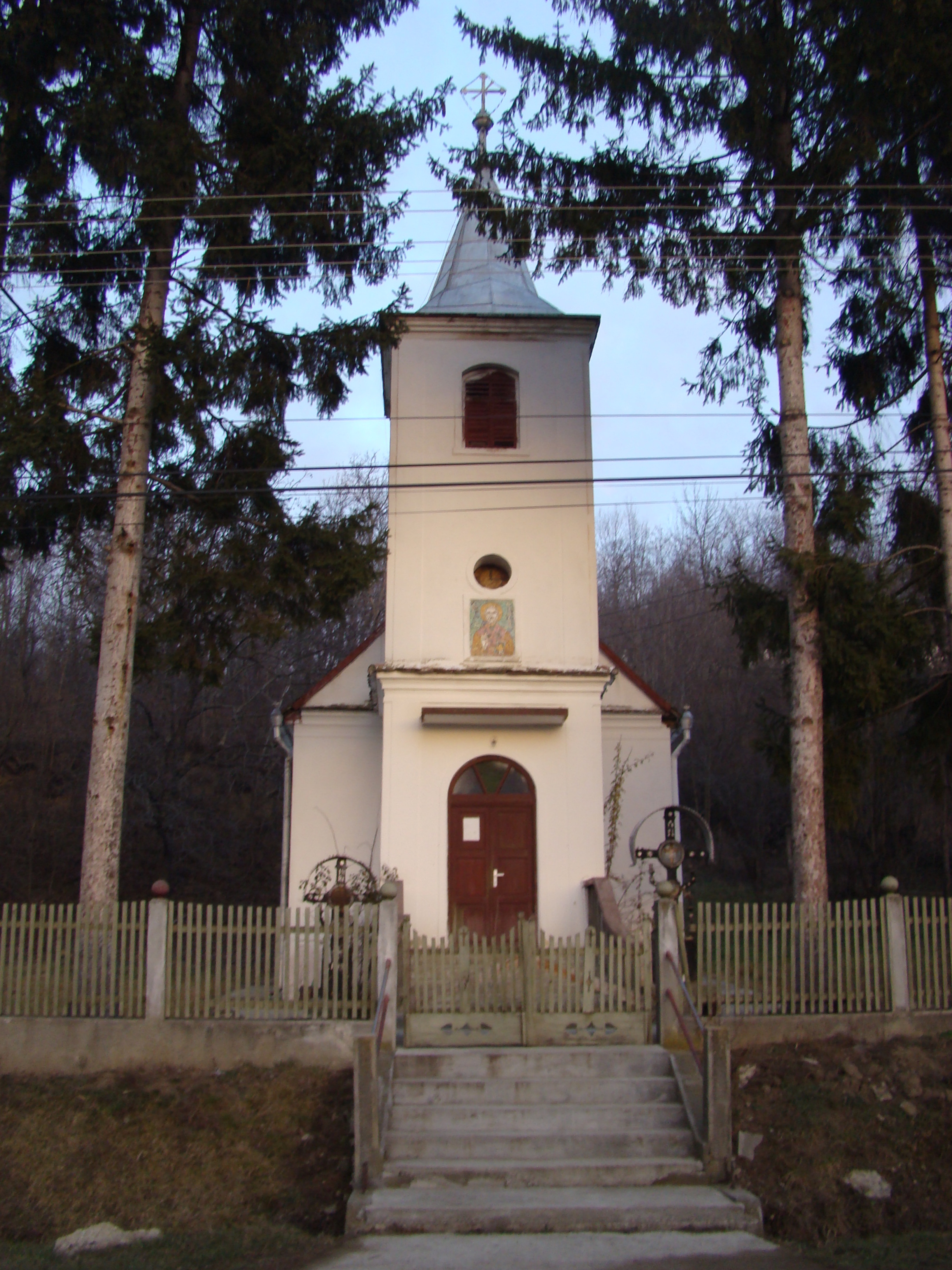
Biserica ortodoxă din Gogan-Varolea
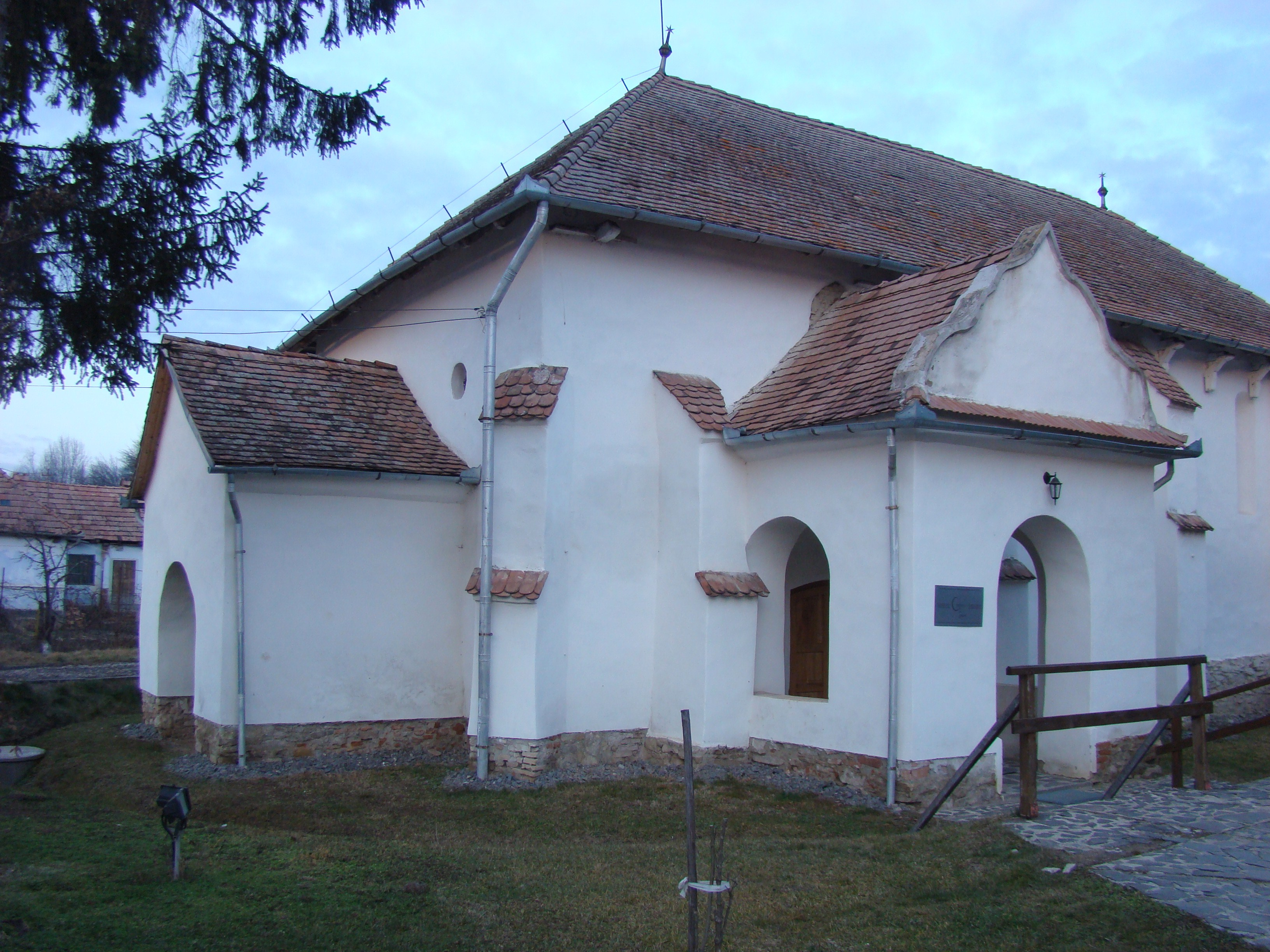
Biserica reformată din Gogan-Varolea (monument istoric)
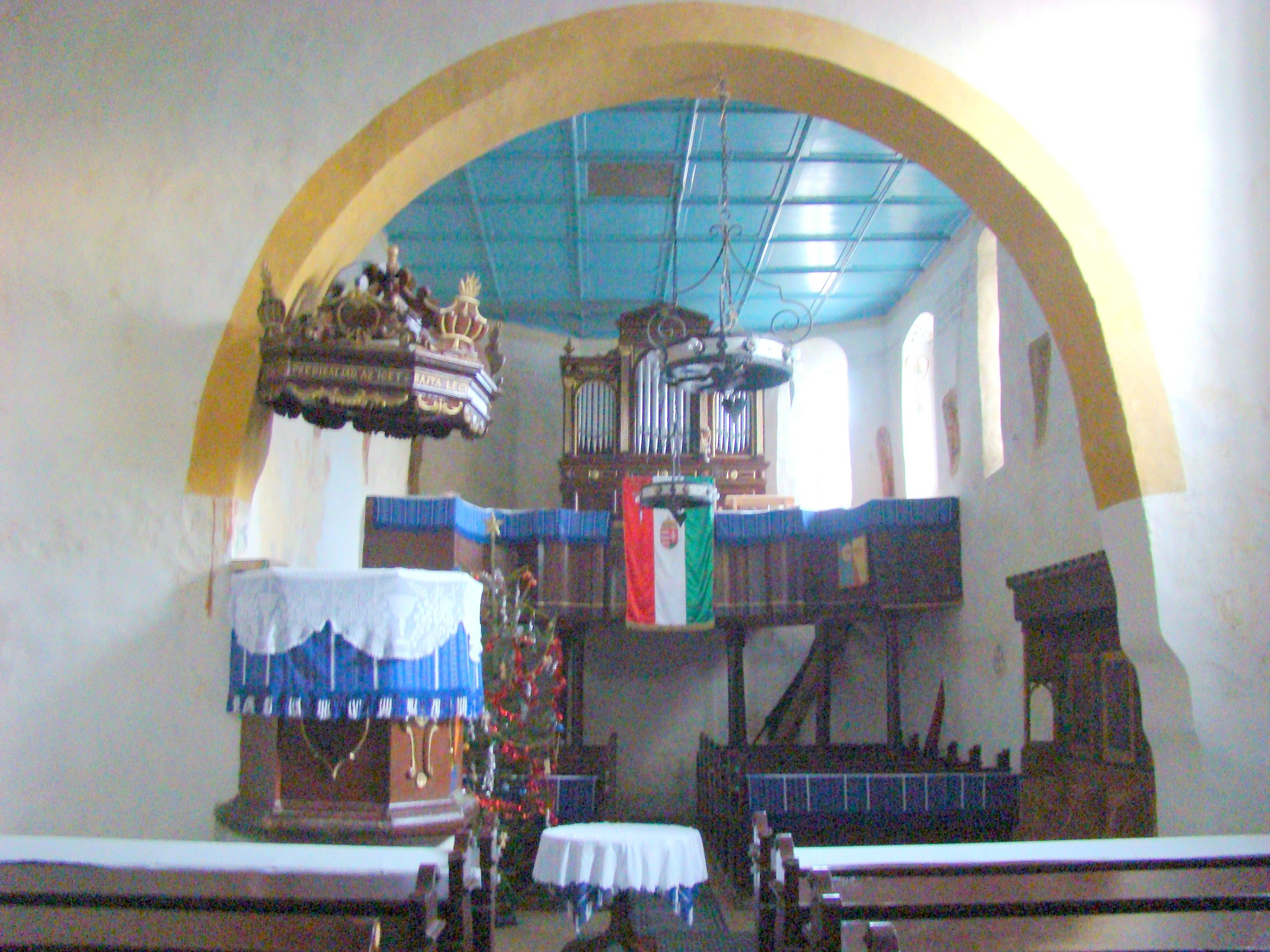
Biserica reformată din Gogan-Varolea (monument istoric)
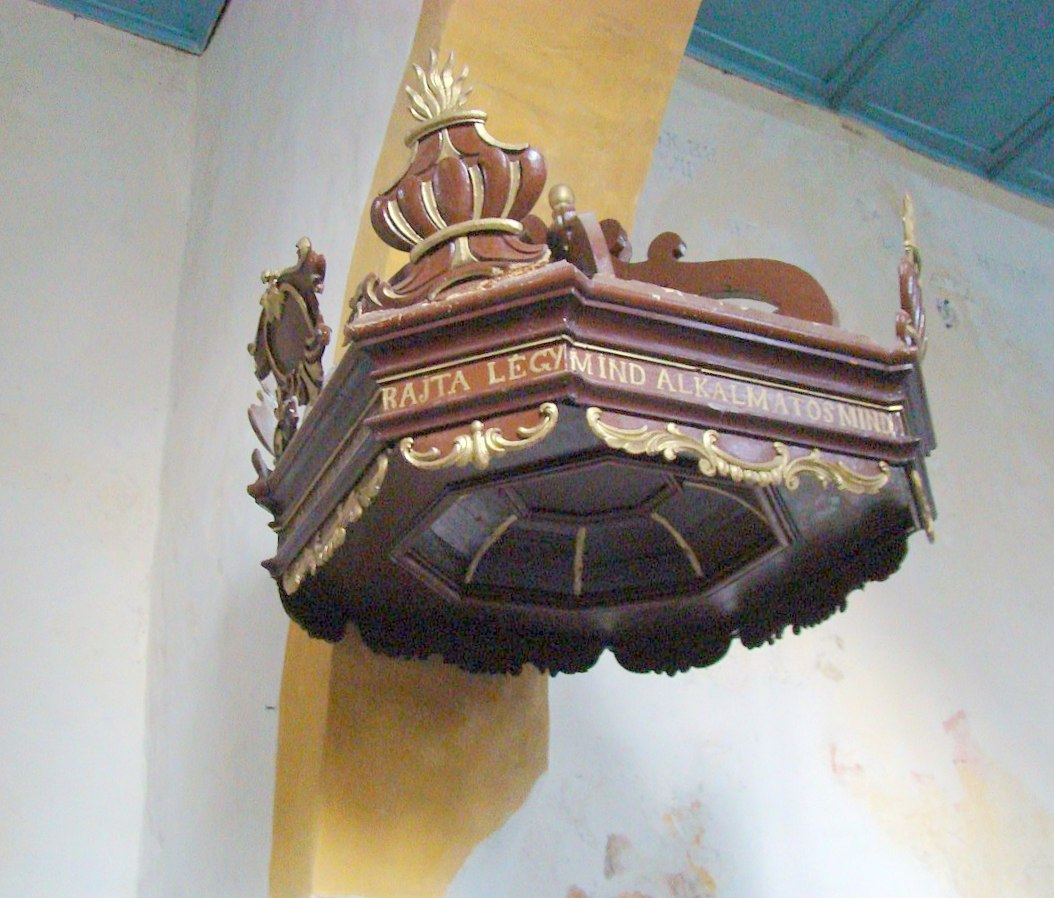
Coronamentul amvonului
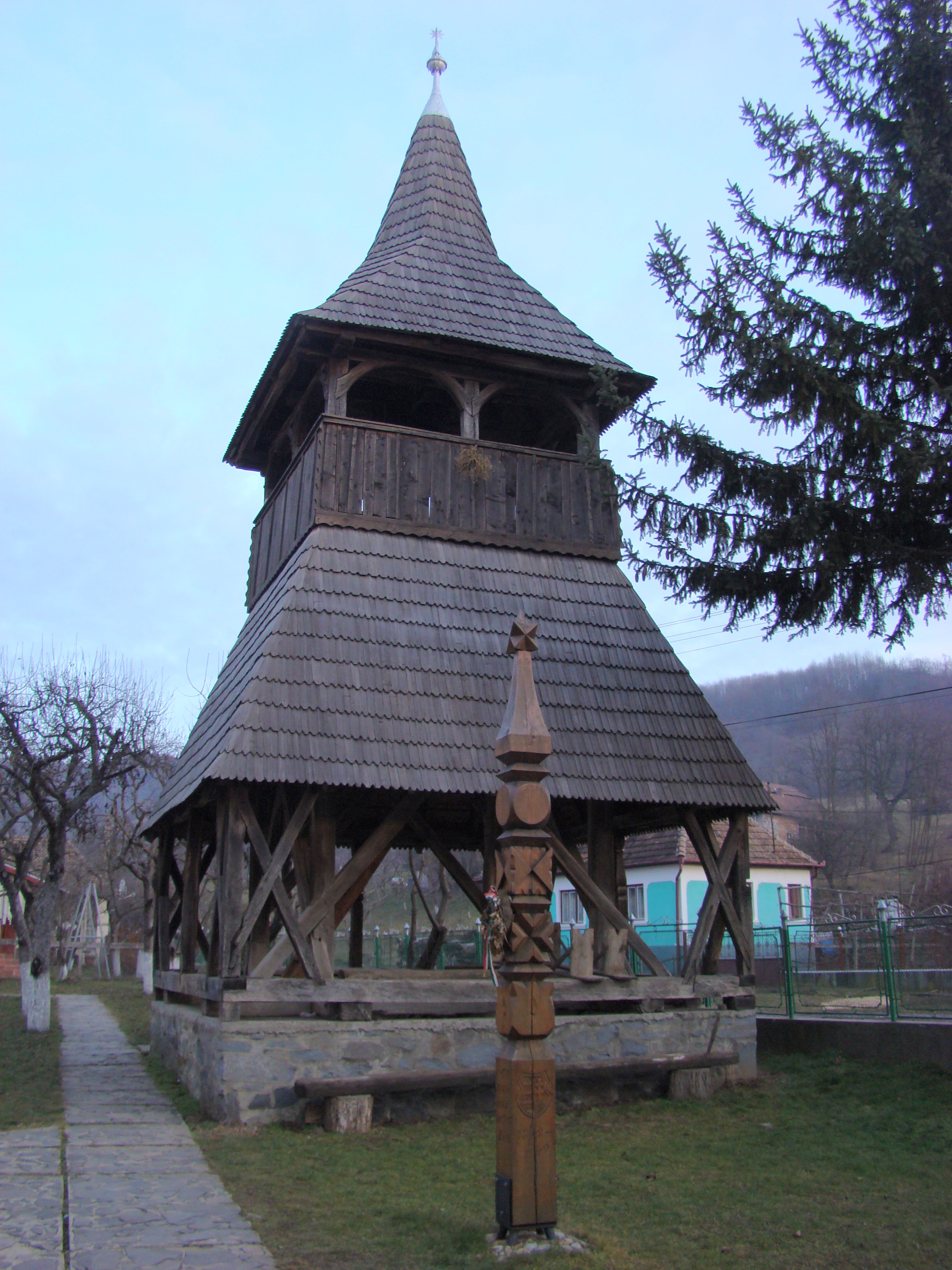
Clopotnița din lemn  (monument istoric)
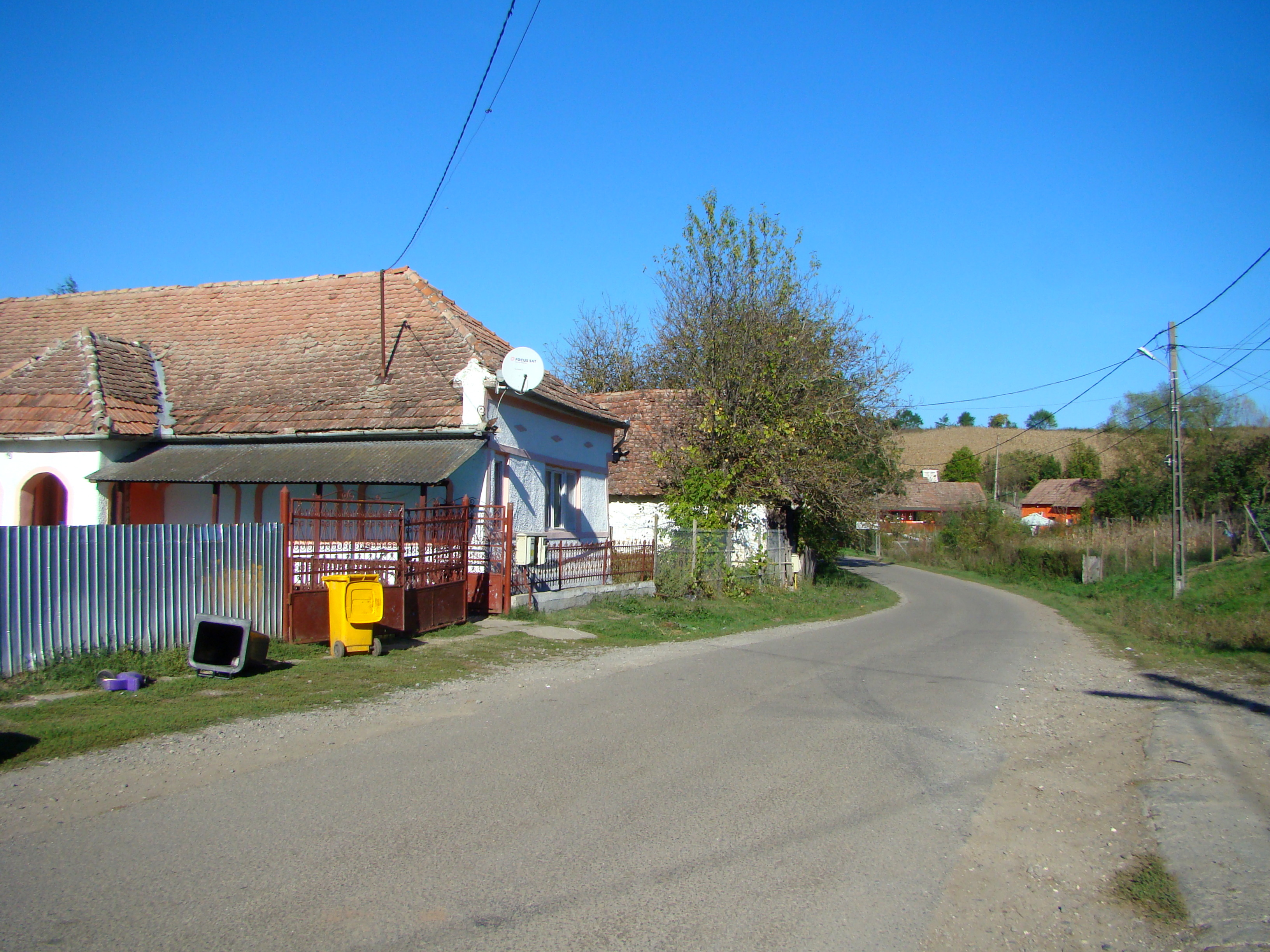
Bernadea
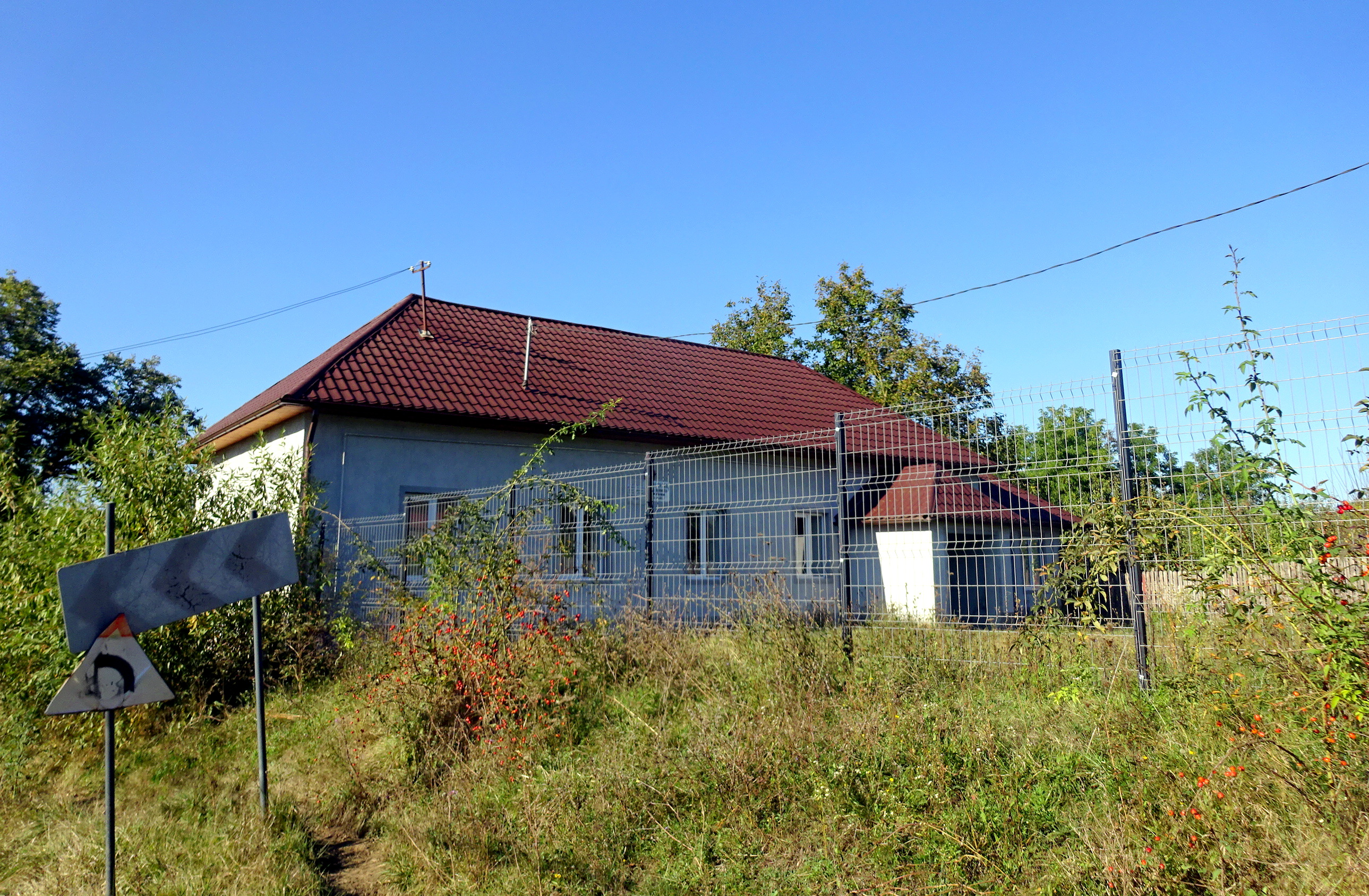
Căminul cultural
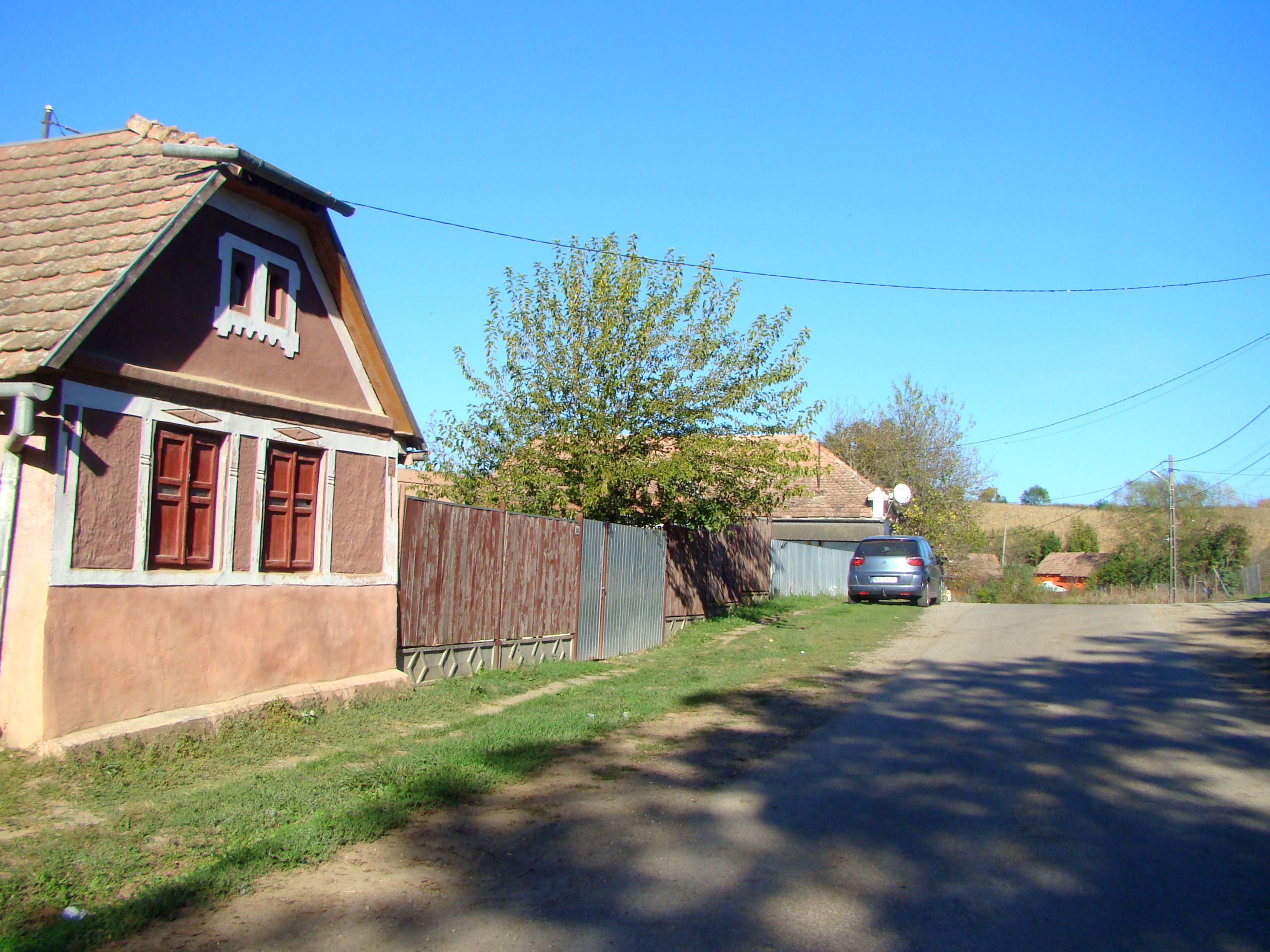
Bernadea
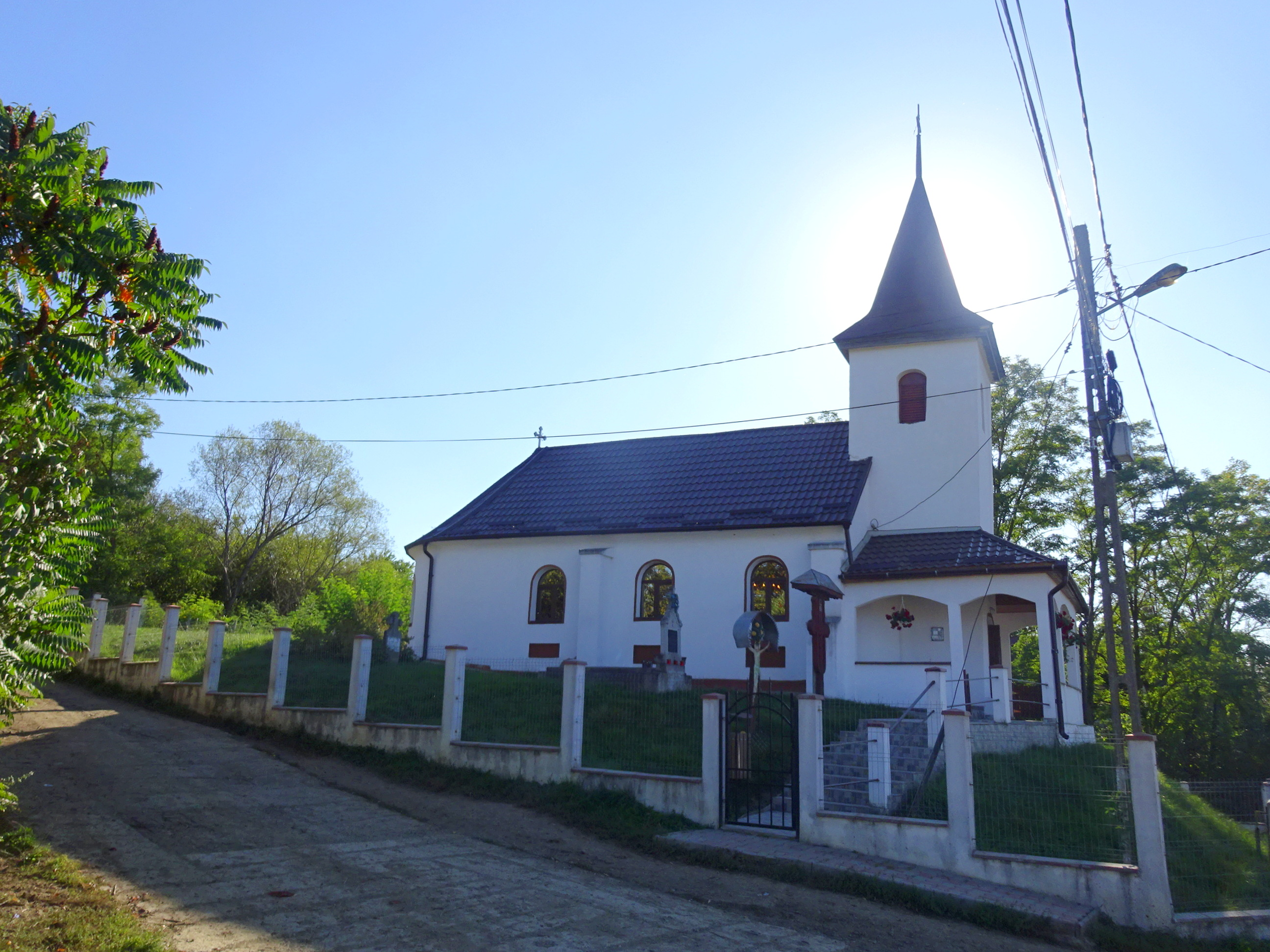
Biserica Sfinții Arhangheli din Bernadea
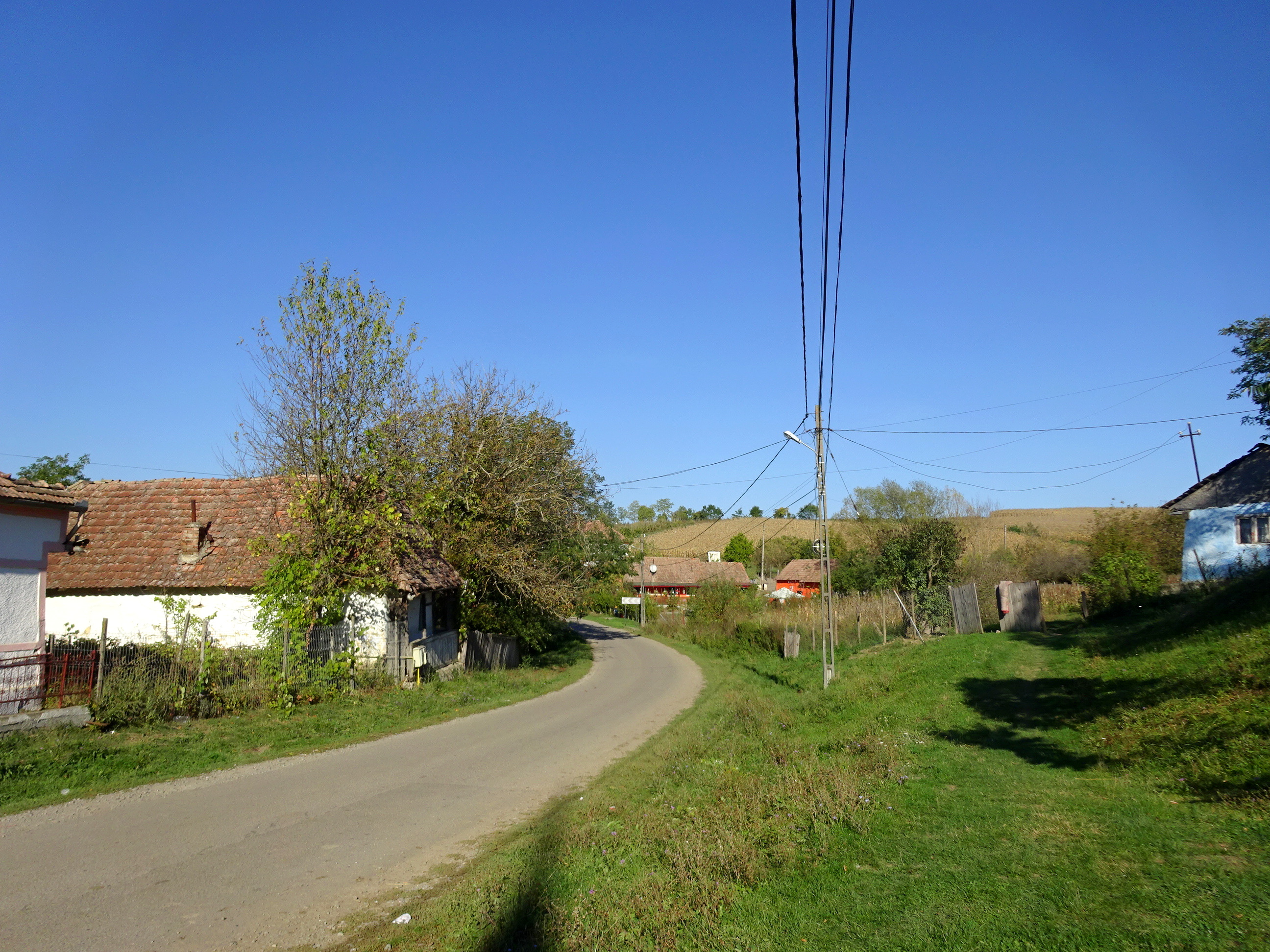
Bernadea
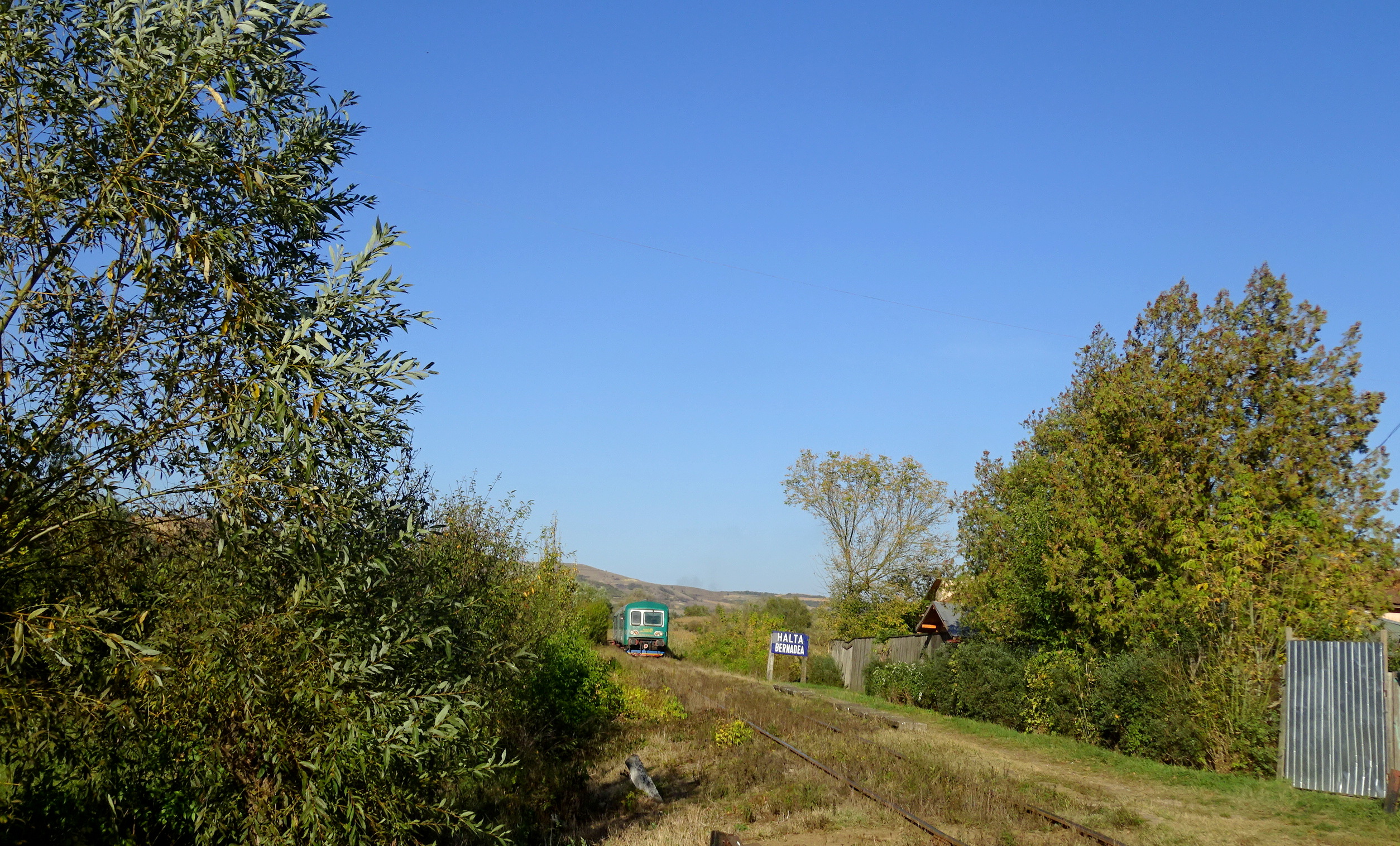
Halta Bernadea